# Moto Guzzi
Moto Guzzi is een Italiaanse fabrikant van motorfietsen.
Moto Guzzi werd opgericht in 1921 in Mandello del Lario en is sinds 2004 een van de zeven onderdelen van Piaggio. De moderne Moto Guzzi's worden gekenmerkt door hun motorblok, een luchtgekoelde langsgeplaatste V-twin. Deze motorblokken worden ook toegepast door Ghezzi & Brian en Magni. Het merk werd vernoemd naar Carlo Guzzi, die wel de initiatiefnemer was, maar niet de oprichter.

## Bedrijfsnamen
Hoewel de merknaam altijd "Moto Guzzi" bleef, veranderde het bedrijf een aantal malen van eigenaar, waardoor de bedrijfsnaam soms ook veranderde:
- 1921: Società Anonima Moto Guzzi, Genova. Oprichter: Emanuele Vittorio Parodi, eigenaar: Vittorio Parodi, vanaf 1945: Erven Parodi.
- 1967: Moto Guzzi SEIMM, eigenaar: Società Esercizio Idustrie Moto Meccaniche (SEIMM)
- 1973: Moto Guzzi SEIMM, eigenaar: DTI (De Tomaso Industries Inc.)
- 1988: Guzzi Benelli Moto (G.B.M. S.p.A.), eigenaar: DTI
- 1996: Moto Guzzi S.p.A., eigenaar: Trident Rowan Group (TRG)
- 2000: Moto Guzzi SpA, eigenaar: Aprilia
- 2004-?: Moto Guzzi SPA, eigenaar: Piaggio.

## Voorgeschiedenis

### Carlo Guzzi
De familie Guzzi kwam oorspronkelijk uit Milaan, maar bezat rond de eeuwwisseling een aantal huizen in een klein vissersdorpje ten noorden van Lecco, dat toen nog "Mandello-Tonzanico" heette. Het lag aan het Comomeer en later zou de naam veranderen in "Mandello del Lario". "Lario" was de lokale naam voor het meer. De kinderen Giuseppe, Carlo en hun beide zusjes brachten een groot deel van hun jeugd daar door. Tijdens de Eerste Wereldoorlog verhuisde hun moeder permanent naar Mandello. Carlo Guzzi (1888-1964) was erg geïnteresseerd in de techniek van de opkomende voertuigindustrie, en leerde veel van de dorpssmid Giorgio Ripamonti. Al snel demonteerde Carlo in de kelder van het ouderlijk huis motorfietsen, vooral van Italiaanse merken. Er waren er in die tijd al een aantal op de markt, zoals Edoardo Bianchi, Della Ferrera, Figini & Lazzati, Frera, Gilera, Rosselli en Stucchi. Ook hierbij kreeg Carlo hulp van Ripamonti, en samen constateerden ze dat veel motorfietsen weliswaar (voor die tijd) moderne techniek hadden, maar dat ze ook allemaal hun eigen gebreken vertoonden. Guzzi verafschuwde de startproblemen, de open liggende primaire kettingen, de omslachtige handsmering en de slechte veersystemen. Het idee ontstond om een motorfiets te bouwen waarin juist de goede technische oplossingen werden samengevoegd.

### Eerste ontwerpen
De motorfiets die Guzzi en Ripamonti bedachten was een 500cc-eencilinder, met een aantal bijzondere kenmerken. Om te beginnen was de machine vrij licht. 500 cc was in die tijd een "middenklasse" motor. De liggende cilinder moest een goede koeling van de cilinderkop garanderen. In de cilinderkop zaten al vier kleppen (later vervielen die wegens de hoge prijs), en het was een korte slag motor, in een tijd dat vrijwel alle auto- en motorfietsproducenten lange slag motoren gebruikten, vaak genoodzaakt door belastingtechnische redenen (zie: Fiscaal vermogen). Guzzi gebruikte een korte slag van 82 mm om daarmee de snelheid van de zuiger en de belasting van de lagers laag te houden, terwijl de grote boring van 88 mm de toepassing van vier grote kleppen mogelijk maakte. Door het enorme buitenliggende vliegwiel werden trillingen tegengegaan. Bovendien konden de krukaslagers hierdoor dichter bij elkaar liggen. Er was een versnellingsbak met drie versnellingen toegepast. De krukas draaide tegengesteld aan de draairichting van de wielen, waardoor de spatsmering de olie tegen de bovenkant van de cilinder gooide in plaats van naar beneden. De zwaartekracht zorgde op die manier voor de smering van de hele cilinder. Door de liggende motor kon de hele motorfiets laag gebouwd worden, waardoor de wegligging en het comfort verbeterd werden.

### Giorgio Parodi en Giovanni Ravelli
Nog vóórdat Guzzi een eerste prototype kon maken, brak de Eerste Wereldoorlog uit en Carlo Guzzi werd als dienstplichtig soldaat ingelijfd bij de Italiaanse landstrijdkrachten. Al snel werd hij als monteur overgeplaatst naar het "Corpo Aeronautico Militare", de jonge Italiaanse luchtmacht. Bij de luchtmacht leerde Guzzi twee jonge piloten kennen, die net als hij motorfietsenthousiasten waren. Giorgio Parodi stamde van een rijke redersfamilie uit Genua en Giovanni Ravelli uit Brescia. Hij had al naam gemaakt als motorcoureur. Samen werkten ze het idee van Carlo's nieuwe motorfiets uit en ze maakten zelfs al een taakverdeling om na de oorlog hun eigen motorfietsmerk op te zetten: Carlo Guzzi zou als constructeur voor de techniek van de motorfiets zorgen, Ravelli zou als coureur voor sportsuccessen zorgen en als vaandeldrager van het merk fungeren, Parodi zou voor de financiële ondersteuning zorgen om de opstart van de fabriek mogelijk te maken. Daarvoor zou steun van zijn vader onontbeerlijk zijn, en het was dan ook belangrijk hem voor de zaak te winnen. Giovanni Ravelli kon de opstart van het bedrijf niet meer meemaken. Hij stortte met zijn vliegtuig neer op 11 augustus 1919. Guzzi en Parodi gingen alleen verder, maar herdachten de piloot Ravelli door de adelaar van de luchtmacht in het beeldmerk op te nemen.

### Emanuele Vittorio Parodi
Op 3 januari 1919 schreef Emanuele Vittorio Parodi zijn zoon Giorgio een brief waarin hij voorstelde een lening van 2.000 lire voor de bouw van een prototype te verstrekken. Hij onderzocht daarvoor zelfs een aantal zaken, zoals het aantal motorfietsen dat per jaar in Italië verkocht werd en zelfs de importcijfers van motorfietsen. Bovendien wilde hij steeds op de hoogte gehouden worden van de voortgang van het project en meer investeren als de cijfers hem bevielen. Hij tekende de oprichtingsacte van de "Società Anonima Moto Guzzi" op 15 maart 1921 en is dus de officiële oprichter van het merk. Hij werd voorzitter van de raad van bestuur en bleef dat tot aan zijn dood in april 1945. Carlo Guzzi werkte zijn hele leven als technisch adviseur en ontwerper voor Moto Guzzi, maar had nooit aandelen in het bedrijf.

## Bedrijfsgeschiedenis

### Jaren twintig
- Algemeen

In 1920 werd een eerste prototype gebouwd, aanvankelijk nog in de kelder van de familie Guzzi, later in de smidse van Ripamonti. Dit droeg nog als merknaam de letters "G-P" (Guzzi-Parodi), maar Giorgio Parodi stond er op het merk te hernoemen in "Moto Guzzi", mogelijk ook omdat de letters G en P zijn eigen initialen waren, waardoor verwarring zou kunnen ontstaan. Dankzij zijn tijd bij de luchtmacht had Guzzi intussen ook veel van de techniek van vliegtuigmotoren geleerd. De motorfietsindustrie had tijdens de oorlog qua ontwikkeling stilgelegen, maar de vliegtuigindustrie had juist grote sprongen voorwaarts gemaakt. Daardoor had het prototype in 1920 ook vier kleppen en een bovenliggende nokkenas die door een koningsas werd aangedreven. Dit prototype overtuigde in elk geval Emanuele Vittorio Parodi, die voldoende investeerde om de start van de productie mogelijk te maken. In december 1920 verscheen in een motorblad de annonce van de aanstaande oprichting van het merk Moto Guzzi.
- Bedrijf

Met hulp van vader Parodi werd het bedrijf op 15 maart 1921 opgericht. Er werd meteen een fabriek van 300 vierkante meter gebouwd in Mandello, ingeklemd tussen de spoorlijn langs het Comomeer en de hellingen van de berg Grigna. Het hoofdkantoor was gevestigd in Genua, omdat Emanuele Vittorio Parodi zijn handtekening op de oprichtingsacte had gezet. Er werden tien werknemers ingehuurd en Giuseppe Guzzi, de oudere broer van Carlo, werd toegevoegd aan de technische staf. Giorgio Parodi nam de administratie op zich. Giorgio wilde zo veel mogelijk ontwikkelingen op de circuits doen, waarbij hij niet bang was zelf de machines uit te testen. Tijdens zijn oorlogservaringen als piloot had hij al ernstiger zaken meegemaakt dan een valpartij met een motorfiets. Carlo Guzzi had een hekel aan races. Hij bouwde zelfs een soort "dummy"-motorblok, waarin hij verschillende technische zaken kon testen. Hij kon er zelfs cilinders en zuigers van verschillende diameters op uitproberen. Hij noemde dit zelf zijn "gekke machine", en soms testte hij zaken die hij zelf belachelijk vond, maar hij wilde niet de kans lopen een technische oplossing te missen. Aan de basis van deze werkwijze lag de zuinigheid van Carlo enerzijds, en de drang tot vernieuwing anderzijds. Moto Guzzi motorfietsen moesten beter zijn dan die van de concurrentie, maar het jonge bedrijf kon zich nog geen grote ontwikkelingskosten veroorloven.
- Straatmodellen

In 1921 startte de productie van de "Normale". In dit eerste jaar werden slechts 17 motorfietsen verkocht. De motorfietsen van Moto Guzzi waren in deze eerste jaren helemaal op functionaliteit gebouwd. Aan het uiterlijk was niet veel aandacht besteed. De machines moesten comfortabel en betrouwbaar zijn en waar het de racemachines betrof: snel… Guzzi had een aantal concessies moeten doen aan de betaalbaarheid van de machine, waardoor er een veel eenvoudiger motorblok werd gebruikt. Het was een kop/zijklepmotor met slechts twee kleppen, maar anders dan "normaal" was de inlaatklep de zijklep en de uitlaatklep de kopklep, een principe dat later op de machines van Indian de bijnaam Upside Down Engine zou krijgen. Daardoor kreeg de heetste klep de beste koeling dankzij de liggende cilinder. Door het aflopende frame zat het zadel heel laag, waardoor een laag zwaartepunt werd verkregen, maar vooral ook een zeer comfortabele zithouding. Al snel ging men deelnemen aan races, hoewel Carlo Guzzi een afkeer had van motorsport. De racemachines hielpen het merk echter bij de ontwikkelingen van de toermotoren. Aanvankelijk werd met omgebouwde "Normale" modellen geracet, maar al snel verschenen speciale 500cc-racemotoren, zoals de C2V racer en de Quattro Valvole racers.
Het frame van de C2V racer werd gebruikt om een nieuw model te ontwerpen als opvolger van de Normale. Dit werd de Sport, die ondanks de naam toch een sportieve toermotorfiets was. De Sport kreeg een kortere wielbasis dan de Normale, maar ook veel elektrische componenten, zoals verlichting en een claxon. De machine was geschikt voor de montage van een zijspan. In dat geval werd ook een trommelrem in het voorwiel aangebracht. In 1928 ging de Sport uit productie, nadat er 4.107 geproduceerd waren.
In 1927 begonnen Carlo en Giuseppe Guzzi met het aanpassen van het frame van de Sport, om eindelijk een behoorlijk achterveersysteem te ontwikkelen. Er waren - door verschillende fabrikanten - al vanaf het begin van de 20e eeuw pogingen ondernomen om achtervering te maken, maar die strandden vaak doordat het comfort wel verbeterde, maar het achterframe dusdanig werd verzwakt dat de stabiliteit van de motorfietsen eronder leed. De gebroeders Guzzi losten dit op door de onderste wieg van het frame te vervangen door een kokerconstructie, waarin vier schroefveren lagen. De motorfiets kreeg de naam Moto Guzzi GT. Het veersysteem voldeed zó goed, dat het tot in 1967 op de laatste versie van de "Falcone" werd toegepast. Het publiek was echter sceptisch, ondanks het feit dat Giuseppe met de GT een reis naar de poolcirkel ondernam, wat de machine de bijnaam "Norge" opleverde. Er werden er slechts 78 van verkocht. In 1924 werd de C2V racer ook uitgerust met verlichting en zo kwam zijn moderne kopklepmotor ter beschikking van de gewone klanten. In 1928 werd deze toerversie gemoderniseerd tot de Moto Guzzi 2VT (Due Valvole in Testi = twee kleppen in de cilinderkop).
Het motorblok van de Sport werd ook gebruikt voor de eerste transportdriewieler van Moto Guzzi, de Motocarro Typo 107. Deze zware triporteur was veel gebruiksvriendelijker dan de meeste "motorbakfietsen", omdat de laadbak achter de bestuurder zat en deze dus niet gehinderd werd door de lading. Het voorste deel van het apparaat was feitelijk een gewone Sport, compleet met de Girder-voorvork en één trommelrem. Aan het frame was een kokerbalken chassis geschroefd, waar twee bladveren op gemonteerd waren. Boven op dit verenpakket kwam dan een laadbak, die in open of gesloten uitvoering geleverd kon worden. De bestuurder profiteerde dus niet mee van de achtervering; de lading wel. Toen de "Sport" evolueerde tot de "Sport 14", veranderde de transportmotorfiets mee, waardoor vanaf 1929 de Motocarro Sport 14 ontstond. Die werd geleverd tot hij in 1933 werd afgelost door de Motocarro 109-32.
In 1929 verscheen de Sport 14 als opvolger van de Sport. De machine had grotere koelribben op de cilinder en de cilinderkop, een trommelrem in het voorwiel, iets forsere spatborden en de nieuwe, ruitvormige voorvork met drie veren én frictiedempers.
- Motorsport

Vanaf het begin was het de bedoeling geweest de motorfietsen te adverteren door middel van sportsuccessen. Motorcircuits bestonden nog nauwelijks, maar in Italië waren langeafstandsraces in zwang, zoals de Targa Florio op Sicilië, de Noord-Zuid race van Milaan naar Napels, de "Circuito del Piave", in de omgeving van de Piave door de Falzaregopas, de Pordoipas en de Rollepas, de "Circuito di Cremona" door de provincie Cremona en de "Circuito del Lario", tussen Valbrona en de Valassina vallei. De eerste wedstrijd werd al in het oprichtingsjaar 1921 verreden: Guzzi zette de bekende coureur Mario Cavedini in, maar ook Aldo Finzi, een van de negen Joodse parlementsleden van Benito Mussolini's Fasci di Combattimento. Ze reden de Milaan-Napels race. Finzi had grote druk op Carlo Guzzi uitgeoefend om hem een motor ter beschikking te stellen. Daarmee zouden de enige twee tot dan toe geproduceerde Moto Guzzi's aan de race deelnemen. Beiden bereikten de finish met een gemiddelde snelheid van 44 km/uur en eindigden als 21e en 22e. Finzi's deelname zorgde voor veel extra publiciteit voor het jonge merk Moto Guzzi. Een maand later won Finzi's broer Gino met een Moto Guzzi de Targa Florio. Dit gebeurde allemaal nog met licht aangepaste "Normale"-modellen, want tot de ontwikkeling van een racemotor was het nog niet gekomen. Toch werden in de volgende jaren een groot aantal wedstrijden gewonnen, onder andere door Gino Finzi en Mario Cavedini. Toen de echte racers C2V, C4V, 4V TT en 4V SS er eenmaal waren, behaalden vooral Pietro Ghersi en Guido Mentasti grote successen.
- Motorsport: 500cc-racemotoren

Om meer kansen te hebben in de motorsport bracht Guzzi in 1923 de C2V (Corsa Due Valvole) uit. Deze machine kreeg twee kopkleppen en een licht gewijzigd frame, leverde 17 pk en haalde 120 km per uur. Het was de eerste rode Moto Guzzi. De eerste wedstrijd (Circuito del Lario) werd meteen gewonnen door Valentino Gatti, een zwager van Carlo Guzzi die als testrijder werkte. Guido Mentasti, een voormalig fabrieksrijder voor het merk Frera, won de ronde van Italië voor motorfietsen. Het frame van de C2V werd ook gebruikt voor de Sport.
De C2V werd tot 1930 gebruikt in wedstrijden, maar al in 1924 kwam de nog snellere C4V. Hoewel de C2V het goed deed in de langeafstandsraces, was hij op de circuits, die steeds meer in zwang raakten, niet opgewassen tegen de concurrentie. Daarvoor was het nog te veel een "opgevoerde Normale". Er werd al aan Grand Prix races deelgenomen en daarin moest Moto Guzzi het ook opnemen tegen Duitse en Britse racemotoren. De techniek voor de nieuwe motor was grotendeels al in huis, want het prototype "GP" uit 1920 had al vier kleppen en een koningsasaandrijving van de nokkenas en leverde toen al een vermogen van 12 pk. Dat motorblok was te duur geweest om in een "klantenmotor" te hangen, maar voor internationaal succes in de motorsport kon (en moest) meer geld uitgegeven worden. De C4V ("Corsa Quattro Valvole") werd ten doop gehouden bij het Circuito del Lario, een wedstrijd die meteen gewonnen werd door Pietro Ghersi. Twee andere C4V's eindigden als tweede en vierde. In september won Mentasti het eerste Europese Kampioenschap op Monza, Erminio Visioli werd tweede en Petro Ghersi vijfde. Hiermee zetten zij het merk Moto Guzzi meteen goed op de kaart, en voor het eerst werden de Britse machines door een Italiaans merk verslagen. Een paar maanden later won Pietro Ghersi de Grand Prix van Duitsland op de AVUS Ring in Berlijn. Nog vóór het einde van het jaar brak de C4V een aantal internationale snelheidsrecords.
In de loop der jaren nam het vermogen nog toe, tot de machine in 1927 werd afgelost door de 4V TT en in 1928 door de 4V SS. Rond 1927 ging Moto Guzzi meer aandacht besteden aan de 250cc-racer, en de C4V werd nog op kleine schaal verkocht aan privérijders. In 1932 beleefde de C4V nog één moment van glorie, toen hij uit het vet werd gehaald voor de Milaan-Napels race, die werd gewonnen door Carlo Fumagalli. Na deze race werd de machine in het Moto Guzzi Museum gezet. De 4V TT was de opvolger van de C4V en werd van 1927 tot 1929 gebouwd. Inwendig was de machine verbeterd, vooral waar het de materiaalkeuze en de lagers betrof. Het frame was ook verbeterd. Er zat een stalen gereedschapskistje op de tank. De machine was bedoeld als productieracer en kostte indertijd 8.900 lire. Ook de 4V SS was een productieracer, nog iets sterker dan de 4V TT. Hij kwam in 1928 op de markt voor 9.600 lire, maar de prijs daalde al snel naar 7.950 lire. Hier zat de olietank weer boven op de benzinetank, en daardoor verhuisde het gereedschap naar een leren tasje dat aan het achterframe hing.
- Motorsport: 250cc-racemotoren

Hoewel Carlo Guzzi niet van racen hield, besloot hij in 1925 toch een 250cc-racer te ontwerpen, zelfs zonder dat daar een straatmodel voor aan de basis stond. De grove lijnen en de opbouw waren gelijk aan de 500cc-modellen, en het ontwerp was meteen zó goed, dat de Guzzi 250cc-eencilinders ongeveer dertig jaar lang, met de nodige aanpassingen, in productie bleven. Er werden fabrieksracers gebouwd, maar ook grote aantallen productieracers. Pietro Ghersi werd, zonder enige kennis van het 60 km lange TT circuit, bij de eerste deelname in 1926 tweede, maar werd gediskwalificeerd omdat hij tijdens de race zijn bougie had vervangen door een exemplaar van een ander, niet van tevoren opgegeven, merk. Later in 1926 won Ugo Prini de Circuito del Lario race. De Monoalbero 250 was aanvankelijk alleen in gebruik als fabrieksracer. De machine werd voor het eerst gezien tijdens testen in Monza. Het was eigenlijk een verkleinde "Quattro Valvole", maar met een "vierkante" motor (boring × slag = 68 × 68 mm) en slechts twee kleppen. De Monoalbero leverde 15 pk en woog slechts 105 kg. Er was aanvankelijk geen voorrem aan boord, maar later kwam er eerst een velgrem en daarna een trommelrem. "Monoalbero" betekent "enkele nokkenas".
De TT 250 werd van 1926 tot 1929 als productieracer aangeboden. Hij week niet veel af van de fabrieksracer, maar had wel een kickstarter. Zijn opvolger werd de SS 250, verkocht van 1928 tot 1933, die het zonder kickstarter moest stellen.

#### Modellenoverzicht jaren twintig
| Wegmodellen    | GP Prototype       | Normale            | C2V Toer  | Sport          | GT        | 2VT       | Sport 14  |
| -------------- | ------------------ | ------------------ | --------- | -------------- | --------- | --------- | --------- |
| Cilinderinhoud | 498,4 cc           | 498,4 cc           | 498,4 cc  | 498,4 cc       | 498,4 cc  | 498,4 cc  | 498,4 cc  |
| Periode        | 1920               | 1921-1924          | 1923-1927 | 1923-1928      | 1928-1930 | 1928-1934 | 1929-1930 |
| Racemotoren    | C2V Racer          | C4V                | TT 250    | Monoalbero 250 | 4V TT     | 4V SS     | SS 250    |
| Cilinderinhoud | 498,4 cc           | 498,4 cc           | 246,8 cc  | 246,8 cc       | 498,4 cc  | 498,4 cc  | 246,8 cc  |
| Periode        | 1923-1927          | 1924-1927          | 1926-1929 | 1926-1939      | 1927-1929 | 1928-1933 | 1928-1933 |
| Triporteurs    | Motocarro Typo 107 | Motocarro Sport 14 |           |                |           |           |           |
| Cilinderinhoud | 498,4 cc           | 498,4 cc           |           |                |           |           |           |
| Periode        | 1928               | 1929-1932          |           |                |           |           |           |

### Jaren dertig
- Algemeen

Ondanks (of misschien wel: dankzij) de gevolgen van de Grote Depressie beleefde het merk Moto Guzzi in de jaren dertig gouden tijden. Met de nieuwe, geveerde GT-modellen ging het nog niet zo goed, maar in de 250cc-races was het merk bijna onklopbaar, er kwamen nieuwe 500cc-racers en de Sport-modellen waren regelrechte verkoophits. Toen de crisis nog meer voelbaar werd in Italië ging men ook lichtere en goedkopere modellen maken. De eerste experimenten met meercilinders werden uitgevoerd, en er kwamen militaire opdrachten binnen, waardoor de GT 17, de GT 20 en de Alce ontstonden. Eind jaren dertig begonnen de ontwerpen van Moto Guzzi wel wat te verouderen: vooral de open klepveren waren door de meeste Britse merken allang vervangen door ingesloten exemplaren en de Britten hadden al een groot deel van de Italiaanse markt in handen. Andersom niet: op de grote Britse motorshow in Earls Court van 1938 was BMW van de partij met de R 51 en de R 61, maar geen enkele Italiaanse fabrikant. In 1936 kwam de constructeur Giulio Cesare Carcano in beeld. Hij werkte vooral aan de racemotoren, in eerste instantie de Condor, na de oorlog ook aan de Dondolino en de Gambalunga.
- Bedrijf

Rond 1934 was Moto Guzzi de grootste Italiaanse motorfietsfabrikant, met ongeveer 700 werknemers. Moto Guzzi had goede banden met de Partito Nazionale Fascista van Benito Mussolini en veel van zijn fascistische paramiltaire organisaties, de Camicie Nere (zwarthemden) werden uitgerust met Moto Guzzi's. Eén daarvan was de Milizia della Strada, waarvoor zelfs speciale modellen werden gebouwd. Veel coureurs en testrijders van Moto Guzzi werden door de MdS ingelijfd. Eind jaren dertig organiseerde de MdS zelfs eigen wedstrijden, die werden bestreden met Moto Guzzi Condor-productieracers.
- Straatmodellen

In 1930 kreeg de Sport 14 al een tweede versie: De gecombineerde ontstekingsmagneet/dynamo was vervangen door twee losse eenheden, waarbij de dynamo van het merk "Miller" was. De eerste serie werd soms nog in groen geleverd, de tweede serie alleen in rood. De Sport 14 kostte in 1930 6.250 lire, een zeer concurrerende prijs, zelfs in vergelijking met kwalitatief mindere merken. Er werden dan ook 4.285 Sport 14's geproduceerd, waarmee Moto Guzzi zo ongeveer marktleider in Italië was.
In 1931 verschenen drie nieuwe modellen. De Moto Guzzi GT 2VT (Gran Turismo Due Valvole in Testi) was een logische aanvulling op de C2V toermachine en de 2VT. Het was een 2VT met het verenpakket van de GT en daarmee ook de letters "GT" als toevoeging. Hij bleef tot 1934 in productie. De Sport 15 loste de Sport 14 af. Net als zijn voorganger was de Sport 15 enorm populair, er werden er tot 1939 bijna 6.000 van verkocht. De motor had een nieuwe drijfstang, die bovendien in een naaldlager liep. Ook het frame was licht gewijzigd en de machine had een zadeltank. De eveneens in 1931 geïntroduceerde Moto Guzzi GT 16 deed het met 754 verkochte exemplaren veel beter dan zijn voorganger, de GT. Dat kwam ook omdat de motor van de Sport 15 was gebruikt, net als het frame en de zadeltank. Ook de GT 16 bleef tot 1934 te koop.
Toen Moto Guzzi de opdracht kreeg een militaire transportmotorfiets te leveren, gebruikte men daar de Sport 15 als basismotor voor. Hierdoor ontstond de Mototriciclo 32. Die was wat korter en smaller dan de voorgaande "motocarri", om de wendbaarheid te vergroten. Het grootste deel werd door het Italiaanse leger afgenomen, maar de Mototriciclo 32 werd ook aan burgers geleverd onder de naam Motocarro 109-32.
De GT 16 werd ook geleverd aan het Italiaanse leger, maar in 1932 bouwde Moto Guzzi haar eerste speciale militaire motorfiets. Deze "Moto Guzzi GT 17" was eigenlijk een groen of zandkleurig gespoten GT 16, maar hij werd gebouwd als één- of tweezitter. Bij de tweezitter was de benzinetank wat korter en hoger, waardoor het voorste zweefzadel verder naar voren stond om plaats te maken voor het tweede zadel. Soms werd een zwaar machinegeweer (Fiat 35 of Breda 37) aan de zijkant gehangen, met de driepootaffuit aan de andere kant. Als het geweer op het stuur gemonteerd was moest de berijder/schutter zijn zadel achterover klappen en op het frame zitten om te kunnen vuren. Ondanks de beperkte aanpassingen presteerde de machine zeer goed in Abessinië tijdens de Tweede Italiaans-Ethiopische Oorlog (1935-1936). Toch werden er voor militaire begrippen maar weinig geproduceerd: 4.810. De productie eindigde in 1939.
In 1932 maakte men een heel nieuw ontwerp, gebaseerd op het - mislukte - prototype van de Quattro Cilindri racer uit 1931. Het toermodel had echter maar drie cilinders, de Moto Guzzi Tre Cilindri. Er werden tot 1933 slechts drie prototypen gemaakt, allemaal verschillend van elkaar. Waarschijnlijk was de tijd nog niet rijp voor een dergelijk vooruitstrevend ontwerp.
Toen de gevolgen van de Grote Depressie ook in Italië voelbaar werden, en er daardoor behoefte aan goedkope vervoermiddelen ontstond, kregen motorfietsen tot 175 cc een belastingvoordeel. Daardoor werd deze klasse snel populair. Moto Guzzi stapte in deze markt door de P(opolare)-serie uit te brengen. Het eerste model, de P 175, was een 175cc-model met een kopklepmotor. De belastingmaatregel werd al snel afgeschaft, en in 1934 werd daarom de cilinderinhoud vergroot en ontstond de P 250. Daar kwam ook meteen een afgeveerde versie van, de PE 250 (Popolare Elastico) en een sportversie, de PES 250 (Popolare Elastico Sport). Vanaf 1937 volgden de PL 250 (Popolare Leggera), de PLS 250, de Egretta (Zilverreiger) en de Ardetta, allemaal spaarmodellen met goedkopere frames die deels uit plaatstaal bestonden. In 1939 werd de PE omgedoopt tot Moto Guzzi Airone. Dit model zou de Tweede Wereldoorlog overleven en zelfs tot in 1957 geproduceerd worden. Op basis van de P 250 werd in 1934 ook een ontwerp voor een triporteur, de Motocarro P 250 gemaakt, maar die kwam nooit in productie.
In 1934 bracht Moto Guzzi twee heel nieuwe series 500cc-motorfietsen uit, de V-serie en de S-serie. De V-serie kreeg haar naam (Valvole) door het compleet nieuwe motorblok, dat nu twee kopkleppen had. Deze motor zou het, licht gewijzigd, tot in de jaren zestig volhouden. De Moto Guzzi V was een 500cc-model met vier versnellingen dat van 1934 tot 1940 werd geproduceerd. Hij had geen achtervering en leverde 18 pk. Er werden er 2.119 van geproduceerd. Tot het uitbreken van de Tweede Wereldoorlog werd dit model met een 22 pk motor gebouwd, onder de naam Moto Guzzi W. Mét achtervering gingen deze modellen door het leven als Moto Guzzi GTV en Moto Guzzi GTW. Tussen 1937 en 1939 werden ook 161 speciale sportversies onder de naam Moto Guzzi GTC gemaakt. De S-modellen kregen de namen S (zonder achtervering en daarom ook wel S Rigida genoemd) en GTS, mét achtervering. Hoewel de "S" anders doet vermoeden, waren dit geen sportmodellen, maar juist eenvoudige "commuter bikes", goedkoop gebouwd met de vertrouwde, 13,2 pk sterke kop/zijklepmotor en bedoeld voor woon-werkverkeer. De Milizia della Strada had GTS-en en GTC's in gebruik en die laatste stond feitelijk aan de basis van de Moto Guzzi Condor, de productieracer die tot in de jaren vijftig onder verschillende andere namen zou blijven racen.
De serie transportmodellen, die goed werden verkocht, werd aan het einde van de jaren dertig voortgezet met de Motocarro S, die in 1936 verscheen en een laadvermogen van 800 kg had, en de ER uit 1938 die zelfs 1.000 kg kon meenemen.
Er kwamen ook nog twee militaire modellen. De eerste was de GT 20, die alleen in 1938 werd gebouwd en waarin de ervaringen met de GT 17 uit de Tweede Italiaans-Ethiopische Oorlog waren verwerkt. Uiteindelijk werd op basis van de GTS de Alce gebouwd, die in 1939 verscheen en tot aan het einde van de oorlog gebruikt zou worden.
- Motorsport

Bij het begin van de jaren dertig was Moto Guzzi volop succesvol met de 250cc-racers, die ook nog steeds doorontwikkeld werden. Rond 1933 was de behoefte aan succes in de 500cc-klasse duidelijk. Moto Guzzi moest het immers van deze zwaardere modellen hebben. De sporadische nationale successen met de 4V TT en de 4V SS, die feitelijk productieracers waren, maakten internationaal geen indruk. Moto Guzzi richtte zich aanvankelijk op de nieuwe techniek van de mechanische compressoren, maar toen dat experiment mislukte besloot men twee 250cc-eencilinders samen te voegen tot een 500cc-V-motor, de Bicilindrica. Uiteindelijk werden een groot aantal Italiaanse titels behaald, maar vooral ook enkele overwinningen in de belangrijke TT van Man. Eind jaren dertig verschenen twee klantenversies, de 250cc-Albatros en de 500cc-Condor. Dat was hard nodig, want de "productieklasse" was enorm populair en in langeafstandsraces verschenen soms honderden deelnemers. Sommige 250cc-racers werden intussen voorzien van een compressor en ingezet voor recordpogingen. Het uitbreken van de Tweede Wereldoorlog maakte een voorlopig einde aan wedstrijdsport.
- Motorsport: 500cc-racemotoren

In september 1931 verscheen de Quattro Cilindri op het Autodromo Nazionale Monza, waar hij door verschillende coureurs getest werd. De machine was samengesteld uit nieuwe, maar ook oude techniek, waardoor het voor de hand ligt dat het slechts een "vingeroefening" was. De motor was helemaal nieuw, een compact gebouwde liggende viercilinder met een Cozette-compressor, maar wel nog met ouderwetse stoterstangen om de kleppen te bedienen. Verder was alles nog oud: de handgeschakelde drieversnellingsbak was al lang achterhaald en de remmen waren niet opgewassen tegen het vermogen en de topsnelheid van 175 km per uur. Deze motorfiets stond wél model voor de Tre Cilindri toermotorfiets uit 1932, die ook niet van de grond kwam.
In 1933 was er grote behoefte aan een nieuwe 500cc-racer. De Quattro Valvole was te ouderwets en de proeven met de Quattro Cilindri waren mislukt. De 250cc-eencilinders waren erg snel en succesvol, en Carlo Guzzi besloot twee van dergelijke cilinders samen te voegen toe een 120° V-twin, de Bicilindrica 500. De machine was weliswaar zwaarder dan de wendbare Britse eencilinders, maar wel iets sneller, terwijl hij juist veel lichter was dan de zware compressormachines van BMW. De machine zou in verschillende versies tot in 1951 in wedstrijden gebruikt worden, er werd een groot aantal Italiaanse kampioenschappen gewonnen en een belangrijke mijlpaal was de overwinning in de TT van Man door Stanley Woods. De Bicilindrica was een pure fabrieksracer. In 1938 kwam de Condor als 500cc-machine voor privérijders ter beschikking. De Italiaanse 500cc-nationale kampioenen reden in 1934, 1935 en 1937 op Moto Guzzi's.
- Motorsport: 250cc-racemotoren

De Moto Guzzi Monoalbero 250 werd in de jaren dertig steeds verder ontwikkeld, en in 1935 (Stanley Woods) en in 1937 (Omobono Tenni) werd de TT van Man gewonnen. In 1938 kreeg de Monoalbero, althans voor snelheidsrecords, een compressor. 250cc-Productieracers werden in de jaren dertig niet geleverd, tot in 1939 de Albatros verscheen.

#### Modellenoverzicht jaren dertig
| Cilinderinhoud    | 498,4 cc           | 498,4 cc         |                  |                           |             |           |                 |           |                        |  |  |
| Periode           | 1928-1930          | 1931-1934        |                  |                           |             |           |                 |           |                        |  |  |
| C2V-serie         | 2VT                | GT 2VT           |                  |                           |             |           |                 |           |                        |  |  |
| Cilinderinhoud    | 498,4 cc           | 498,4 cc         |                  |                           |             |           |                 |           |                        |  |  |
| Periode           | 1928-1934          | 1931-1934        |                  |                           |             |           |                 |           |                        |  |  |
| Sport-serie       | Sport 14           | Sport 15         | Tre Cilindri     |                           |             |           |                 |           |                        |  |  |
| Cilinderinhoud    | 498,4 cc           | 498,4 cc         | 494,8 cc         |                           |             |           |                 |           |                        |  |  |
| Periode           | 1929-1930          | 1931-1939        | 1932-1933        |                           |             |           |                 |           |                        |  |  |
| P-serie           | P 175              | P 250            | PE 250           | PL 250                    | PLS 250     | PES 250   | Egretta         | Ardetta   | Airone                 |  |  |
| Cilinderinhoud    | 174 cc             | 232,3 cc         | 232,3 cc         | 246,3 cc                  | 246,3 cc    | 232,3 cc  | 246,3 cc        | 246,3 cc  | 246,3 cc               |  |  |
| Periode           | 1932-1937          | 1934-1937        | 1934-1939        | 1937-1939                 | 1937-1939   | 1938-1939 | 1939-1940       | 1939-1940 | 1939-1940 en 1946-1948 |  |  |
| V-serie/S-serie   | V                  | W                | GTV              | GTW                       | S           | GTS       | GTC             |           |                        |  |  |
| Cilinderinhoud    | 498,4 cc           | 498,4 cc         | 498,4 cc         | 498,4 cc                  | 498,4 cc    | 498,4 cc  | 498,4 cc        |           |                        |  |  |
| Periode           | 1934-1940          | 1934-1940        | 1934-1949        | 1934-1940 en 1948-1949    | 1934-1940   | 1934-1940 | 1937-1939       |           |                        |  |  |
| Racemotoren       | 4V SS              | SS 250           | Quattro Cilindri | Bicilindrica 500          | Nuova C     | GTCL      | Compressore 250 | Condor    | Albatros               |  |  |
| Cilinderinhoud    | 498,4 cc           | 246,8 cc         | 492,3 cc         | 493,6 cc                  | 498,4 cc    | 498,4 cc  | 246,8 cc        | 498,4 cc  | 246,8 cc               |  |  |
| Periode           | 1928-1933          | 1928-1933        | 1931             | 1933-1951                 | 1938        | 1938      | 1938-1952       | 1939-1940 | 1939-1949              |  |  |
| Triporteurs       | Motocarro Sport 14 | Motocarro 109-32 | Mototriciclo 32  | Motocarro P 250 prototype | Motocarro S | ER        |                 |           |                        |  |  |
| Cilinderinhoud    | 498,4 cc           | 498,4 cc         | 498,4 cc         | 232,3 cc                  | 498,4 cc    | 498,4 cc  |                 |           |                        |  |  |
| Periode           | 1929-1932          | 1933-1936        | 1933-1936        | 1934-1935                 | 1936-1938   | 1938-1941 |                 |           |                        |  |  |
| Militaire motoren | GT 17              | GT 20            | Alce             |                           |             |           |                 |           |                        |  |  |
| Cilinderinhoud    | 498,4 cc           | 498,4 cc         | 498,4 cc         |                           |             |           |                 |           |                        |  |  |
| Periode           | 1932-1939          | 1938             | 1939-1945        |                           |             |           |                 |           |                        |  |  |

### Jaren veertig
- Algemeen

De eerste helft van de jaren veertig werd uiteraard getekend door de Tweede Wereldoorlog. Moto Guzzi draaide volop oorlogsproductie, maar ook de ontwikkeling van militaire machines ging door. Men werkte aan de Cicogna (Ooievaar), een terreinvaardig prototype dat zelfs met ski's werd uitgerust, maar de productie niet haalde, en de Alce V, waaruit na de oorlog de Superalce zou ontstaan. Vlak vóór en tijdens de oorlog was er een tekort aan benzine (in die tijd reden alle voertuigen, inclusief vrachtauto's en tanks, op benzine). Daarom begon men ook al met de ontwikkeling van twee 125cc-prototypen: de Colibrì clip-on motor en een 125cc-prototye. Dit was een eencilinder kopkleppertje met een nieuw cantilever veersysteem waarbij de veren boven de versnellingsbak lagen. Er werd zelfs gewerkt aan een zijspancombinatie die op gas kon rijden. Na de oorlog werd de productie in de hele wereld opgestart met vooroorlogse modellen, omdat de ontwikkeling van nieuwe motorfietsen had stilgestaan. Moto Guzzi was in de gelukkige omstandigheid dat men nog vlak vóór het uitbreken van de oorlog veel nieuwe modellen had uitgebracht, zodat er geen technische achterstand op de concurrentie was. Men besloot zelfs de kop/zijklepmotoren helemaal uit productie te nemen. De 500cc-V-serie en de 250cc-Airone konden meteen weer in productie genomen worden. De inflatie was echter enorm en door de devaluatie van de Italiaanse lire kostte een motorfiets na de oorlog bijna het 60-voudige. Toen er weer behoefte aan betaalbaar vervoer ontstond, besloot men de 125 niet te produceren. Tijdens de jaren veertig werd vooral geleund op de Airone en de GTV, maar ook op de opbouw van een nieuw overheidsapparaat, dat voorzien werd van GTV's, Superalces en speciale versies van de Airone Militare. In 1949 verschenen nieuwe modellen en kwam zelfs de export op gang door de Airone Sport, die ook buiten Italië verkocht werd. Motorsport werd vooral op nationaal niveau bedreven, en de privérijders werden voorzien van een nieuwe versie van de Moto Guzzi Condor, die de bijnaam "Dondolino" (schommelstoel) kreeg. De 250cc-rijders konden gebruikmaken van de Albatros productieracer. De best verkopende Moto Guzzi werd echter de Motoleggera 65, die in 1946 was verschenen.
- Bedrijf

In 1942 trad Enrico Parodi, een broer van Giorgio, toe tot de directie van het bedrijf en in 1945 overleed hun vader Emanuele Vittorio Parodi, die tot dat moment voorzitter van de raad van bestuur was.
- Straatmodellen

Zoals gezegd kwamen na de oorlog de 250cc-Airone en de 500cc-GTV meteen weer in productie. In 1946 werd de Motoleggera 65 met zijn lichte tweetaktmotortje uitgebracht. In 1947 kregen de Airone en de GTV een hydraulische telescoopvork en hydraulische achterschokdempers, maar die laatste verdwenen ook weer snel. Pas in 1949 werden de cilinderkoppen met open klepveren vervangen door dichte exemplaren. In dat jaar verscheen ook de 500cc-Astore, de voorvader van de beroemde "Falcone". Al in 1946 verschenen twee nieuwe triporteurs: de succesvolle Ercole, die uiteindelijk tot 1980 in het programma zou blijven, en de zeer zware maar trage Edile, die al in 1947 weer verdween.
- Militaire modellen

Van de GT 17's waren grote aantallen achtergebleven in de koloniën na de Tweede Italiaans-Ethiopische Oorlog, vaak hopeloos versleten na het gebruik op de Afrikaanse wegen. Een aantal werd echter ook in de Tweede Wereldoorlog ingezet. Maar de nieuwe "Alce" was daarvoor beter geschikt, omdat hij was ontwikkeld met de eerdere ervaringen in het achterhoofd én voorzien was van de nieuwe techniek. Men bouwde op basis van deze machine triporteurs en zijspancombinaties, die beiden de naam "Trialce" kregen. Toen de oorlog eindigde was men klaar om de Superalce te produceren, een kopklepper met een motor uit de V-serie die aan allerlei overheidsinstanties geleverd werd. De 250cc-Airone Militare werd tijdens de oorlog slechts in zeer kleine aantallen geleverd, vooral voor experimentele doeleinden. Hij voldeed ook niet aan de militaire eisen, zoals ten minste 500 cc en vanwege de slechte benzinekwaliteit een lage compressieverhouding. Pas na de oorlog werden verschillende versies in grotere aantallen uitgeleverd aan de landstrijdkrachten, de marine, de luchtmacht en de carabinieri.
- Motorsport

In mei 1940 verscheen Guglielmo Sandri als fabrieksrijder plotseling met de in het geheim ontwikkelde 500cc-Tre Cilindri driecilinder-compresorracer aan de start van een race op het Circuito di Albaro bij Genua. Hij haalde de finish niet door problemen met de bougies, maar de driecilinder maakte wel indruk. Door het uitbreken van de Tweede Wereldoorlog en na die oorlog het verbod op het gebruik van compressoren kwam de machine daarna nooit meer in actie. Toch werd de racerij in Italië na de oorlog meteen weer opgestart. De populaire "productieklasse", waaraan veel privérijders deelnamen, werd beperkt tot races op gesloten circuits; alleen de 1.400 km lange Milaan - Taranto langeafstandsrace zou in 1950 weer worden opgestart. In de tweede en derde nationale divisie waren de Moto Guzzi's toonaangevend dankzij de Albatros en de vernieuwde Condor, die al snel de bijnaam "Dondolino" (schommelstoel) kreeg. De fabrieksrijders reden nog een aantal jaren op de 500cc-Bicilindrica 500, maar als er een meer wendbare machine nodig was werd die afgewisseld door de Gambalunga. In de 250cc-klasse zetten zij de Bicilindrica 250 en later de Gambalunghino in. De Gambalunga deed het in het begin nog niet zo goed, maar toen hij een korte slag motor kreeg ging het beter: in 1948 won Enrico Lorenzetti een aantal GP's, waaronder die van Ulster, Zwitserland en Hongarije. In 1949 werd voor het eerst het wereldkampioenschap wegrace georganiseerd. De 250cc-Moto Guzzi Gambalunghino deed het uitstekend: Bruno Ruffo werd wereldkampioen en de plaatsen vier t/m negen werden bezet door Moto Guzzi. In de 500cc-klasse ging het nog niet zo goed, vooral omdat Moto Guzzi slechts aan enkele GP's deelnam. Enrico Lorenzetti werd achtste en Guido Leoni tiende.

#### Modellenoverzicht jaren veertig
| V-serie           | V                | W               | GTV                    | GTW                    | Astore         |           |            |                  |               |
| ----------------- | ---------------- | --------------- | ---------------------- | ---------------------- | -------------- | --------- | ---------- | ---------------- | ------------- |
| Cilinderinhoud    | 498,4 cc         | 498,4 cc        | 498,4 cc               | 498,4 cc               | 498,4 cc       |           |            |                  |               |
| Periode           | 1934-1940        | 1934-1949       | 1934-1940              | 1934-1940 en 1948-1949 | 1949-1953      |           |            |                  |               |
| S-serie           | S                | GTS             |                        |                        |                |           |            |                  |               |
| Cilinderinhoud    | 498,4 cc         | 498,4 cc        |                        |                        |                |           |            |                  |               |
| Periode           | 1934-1940        | 1934-1940       |                        |                        |                |           |            |                  |               |
| P-serie           | Egretta          | Ardetta         | Airone                 | Airone Sport           | Airone Turismo |           |            |                  |               |
| Cilinderinhoud    | 246,3 cc         | 246,3 cc        | 246,3 cc               | 246,3 cc               | 246,3 cc       |           |            |                  |               |
| Periode           | 1939-1940        | 1939-1940       | 1939-1940 en 1946-1948 | 1949-1957              | 1949-1957      |           |            |                  |               |
| Motoleggere       | Colibrì          | 125cc-prototype | Motoleggera 65         |                        |                |           |            |                  |               |
| Cilinderinhoud    | ca. 125 cc       | ca. 125 cc      | 64 cc                  |                        |                |           |            |                  |               |
| Periode           | 1944             | Onbekend        | 1946-1954              |                        |                |           |            |                  |               |
| Racemotoren       | Bicilindrica 500 | Compressore 250 | Condor                 | Albatros               | Tre Cilindri   | Dondolino | Gambalunga | Bicilindrica 250 | Gambalunghino |
| Cilinderinhoud    | 493,6 cc         | 246,8 cc        | 498,4 cc               | 246,8 cc               | 491,8 cc       | 498,4 cc  | 498,5 cc   | 247,2 cc         | 246,8 cc      |
| Periode           | 1933-1951        | 1938-1952       | 1939-1940              | 1939-1949              | 1940           | 1946-1951 | 1946-1951  | 1947-1948        | 1949-1952     |
| Triporteurs       | ER               | Typo U          | Edile                  | Ercole                 |                |           |            |                  |               |
| Cilinderinhoud    | 498,4 cc         | 498,4 cc        | 498,4 cc               | 498,4 cc               |                |           |            |                  |               |
| Periode           | 1938-1941        | 1942-1946       | 1946-1947              | 1946-1980              |                |           |            |                  |               |
| Militaire motoren | Alce             | Trialce         | Airone Militare        | Cicogna                | Alce V         | Superalce |            |                  |               |
| Cilinderinhoud    | 498,4 cc         | 498,4 cc        | 246,3 cc               | 498,4 cc               | 498,4 cc       | 498,4 cc  |            |                  |               |
| Periode           | 1939-1945        | 1940-1943       | 1940-1957              | ca. 1941-1942          | ca. 1943-1945  | 1946-1957 |            |                  |               |

### Jaren vijftig
- Algemeen

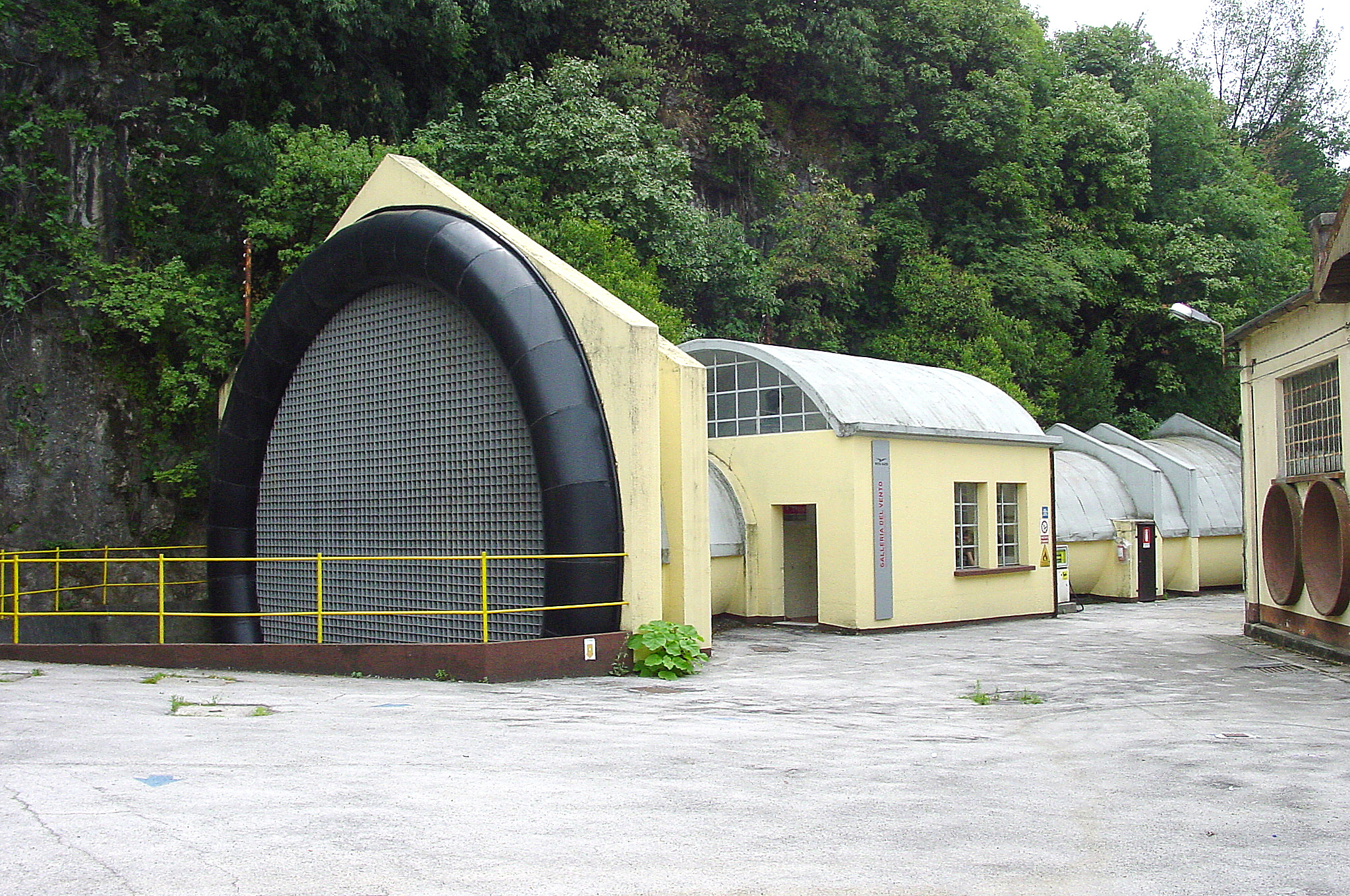
In 1950 werd de bouw van de eigen windtunnel voltooid, de eerste die ooit gebouwd werd voor een motorfietsfabrikant. De windtunnel (die nog steeds functioneert) bestaat uit drie compartimenten: De enorme inlaattrechter met een diameter van 8,20 meter, de testkamer met een diameter van 2,60 meter en de uitlaatkamer, waar een grote 310 pk elektromotor in hangt met drie propellers met een variabele spoed. De totale lengte van het bouwwerk is 28,5 meter.
Dankzij deze windtunnel werd Moto Guzzi toonaangevend in de ontwikkeling van stroomlijnkuipen in de jaren vijftig. Uiteindelijk resulteerde dat in de enorme, uit aluminium geklopte druppelstroomlijn, die een zeer lage luchtweerstand opleverde, maar de handelbaarheid van de machines niet ten goede kwam. Op snelle circuits speelde dat geen grote rol, maar omdat het wereldkampioenschap wegrace ook op bochtige circuits werd uitgevochten, was men gedwongen ook lichtere stroomlijnen, zoals de vogelbekstroomlijn en uiteindelijk de dolfijnkuip te ontwikkelen. Maar ook bij deze ontwikkelingen kon Moto Guzzi gebruikmaken van de windtunnel. In 1958, toen de Moto Guzzi 500cc-achtcilinder op het punt stond door te breken, werd het gebruik van druppelstroomlijnen door de FIM verboden.

Hoewel de 500cc-Falcone ongetwijfeld het topmodel van Moto Guzzi in de jaren vijftig was, ging men zich ook steeds meer richten op de lichtere (en goedkopere) klassen met de Cardellino, de Galletto, de Zigolo en de Lodola. De overheidsdiensten kochten veel Moto Guzzi's. Dat gold zowel voor het leger, de politie, de verkeerspolitie als de posterijen. Maar het 500cc-eencilinderconcept begon nu echt te verouderen. Het publiek had al veel van zijn interesse verloren, want na de scooter rage en de grote vraag naar lichte motorfietsjes, kon men zich halverwege dit decennium vaak al een kleine auto veroorloven. En hoewel Moto Guzzi enorme bedragen stortte in de ontwikkeling van zeer complexe racemotoren, kwam vrijwel niets van hun techniek in de normale productiemodellen terecht. De bouw van een eigen windtunnel zorgde ervoor dat men volop kon experimenteren met stroomlijnkuipen voor de racers, maar die waren nog vrij zwaar, zodat men voor snelle, wendbare circuits vaak koos voor lichtere machines met een kleinere stroomlijnkuip. Vooral voor de 500cc-wegraceklasse werden alle middelen in de strijd gegooid, en er werd zelfs een achtcilinder racer ontwikkeld. Aan het einde van de jaren vijftig begon de economie overal aan te trekken, maar juist voor de motorfietsindustrie was dat slecht nieuws: Jonge Italianen konden voor 400.000 lire een nieuwe Fiat 500 kopen. Dat was dezelfde prijs die voor een Falcone Turismo betaald moest worden. Nadat Moto Guzzi gestopt was met races, ging ingenieur Giulio Cesare Carcano zich met zijn technische staf richten op de ontwikkeling van de Moto Guzzi Stornello (spreeuw), maar hijzelf én zijn raceafdeling werden nu ook vaak bij de gewone productie ingezet. Voor Carcano was de Stornello geen erg interessant project, net nadat hij de gecompliceerde V8 racer had gebouwd. Min of meer uit verveling begon hij met de ontwikkeling van een 90° V-twin, die hij in eerste instantie bedoelde voor gebruik in een motorfiets. Het management zag er indertijd niets in, maar liet hem de motor doorwontwikkelen voor gebruik in de Fiat 500. Carcano bouwde een 500- en een 650cc-versie, allebei met geforceerde luchtkoeling. Met de 34 pk sterke 650 zou de kleine Fiat gemakkelijk 140 km per uur kunnen halen. Er werden uitgebreide tests gedaan, maar uiteindelijk trok Fiat zich uit het project terug, waardoor de V-twin in het magazijn verdween.
- Bedrijf

Moto Guzzi was in de jaren vijftig uitgegroeid tot een bedrijf met 1.500 werknemers met een eigen ontwikkelingsafdeling die grotendeels voortkwam uit de raceafdeling. Er was een uitgebreid dealernetwerk en men werkte aan de ontwikkeling van nieuwe materialen. De automatisering kwam op gang en de machines werden van elektriciteit voorzien door twee eigen waterkrachtcentrales. Voor het personeel werden veel zaken geregeld, zoals eigen winkels, een bibliotheek, een kantine, een medisch centrum en men bouwde huurhuizen voor het personeel die niet meer dan 6% van het salaris aan huur kostten. Er waren kinderspeeltuinen en een strandje voor de kinderen aan het Comomeer. Er waren eigen sportverenigingen voor allerlei takken van sport. De roeivereniging bracht zelfs de roeiers voort die een gouden medaille wonnen tijdens de Olympische Spelen. Binnen de leiding van het bedrijf liepen de zaken echter niet goed. Giorgio Parodi overleed plotseling in 1955, en Carlo Guzzi verliet het bedrijf moe, ziek en verbitterd nadat hij een harde strijd binnen de raad van bestuur had verloren. Daardoor kwam Enrico Parodi, die al sinds 1942 een aantal bestuurstaken had verricht, aan de leiding van Moto Guzzi te staan.
- Straatmodellen

Moto Guzzi ging de jaren vijftig in met de zeer populaire 65cc-Moto Guzzi Motoleggera 65, de 250cc-Airone en de 500cc-Falcone. Nog in 1950 begon men met de productie van de nieuwe modellen, die vreemd genoeg allemaal een grotere cilinderinhoud zouden krijgen dan bij hun introductie: De eerste was de 160cc-Galletto ("haantje"), een lichte motorfiets die de aan de vraag naar scooters tegemoet moest komen, maar eigenlijk meer een "verscooterde motorfiets" was. De Galletto werd al snel op 175 cc en daarna op 192 cc gebracht. In 1953 volgde de Zigolo, die met zijn 98 cc tussen de Motoleggera en de Galletto in gepositioneerd werd. Ook zijn motor werd in de loop van de jaren vergroot, naar 110 cc. In 1956 werd de Airone afgelost door de 175cc-Lodola, waarmee Moto Guzzi brak met een lange traditie: voor het eerst sinds 1921 maakte men een viertaktmotor die geen liggende cilinder had. De Lodola was een onvervalste sloper. Ook deze motor zou later groter worden: eerst 235 cc en later 247 cc. De 65cc-Moto Guzzi Cardellino ging via 73 cc naar 83 cc.
- Militaire modellen

Moto Guzzi noemde nog steeds ook de voertuigen voor de politie "Militare", en daarom werden er ook in de jaren vijftig nog militaire modellen geleverd. De Airone Militare bleef tot 1957 in productie, maar was nooit een specifiek militaire machine geweest. Dat was de Falcone Militare, die in 1950 de Superalce afloste, ook niet. Zowel de Duitsers (met hun Wehrmachtsgespanne) als de Italianen (met hun mitrailleurdragende motorfietsen) waren tijdens de Tweede Wereldoorlog wijzer geworden toen ze geconfronteerd werden met de Jeep, die dezelfde taken veel beter kon uitvoeren. In 1957 werd nog wel een 350cc-prototype op basis van de Lodola ontwikkeld, maar tot productie kwam het niet.
- Motorsport

Moto Guzzi stortte zich vol op het wereldkampioenschap wegrace onder leiding van racedirecteur Giulio Cesare Carcano. De bestaande eencilinders Dondolino, Gambalunga en Gambalunghino verdwenen al snel van het toneel. De 500cc-klasse werd zeer ambitieus benaderd, eerst met de Quattro Cilindri viercilinder, later met de Otto Cilindri achtcilinder. Voor de 250cc-klasse koos men wél voor een eencilinder, maar die kreeg dubbele bovenliggende nokkenassen, de Bialbero 250. Omdat de zware vier- en achtcilinders het op bochtige circuits moeilijk hadden, verscheen ook een 500cc-Bialbero eencilinderversie en men stapte ook in de 350cc-klasse met een eencilinder. Uitgerekend deze voor Moto Guzzi nieuwe klasse met een relatief simpele motor zou het grootste succes worden met liefst vijf wereldtitels. Al deze ontwikkelingen kostten enorm veel geld. Zó veel, dat de vier Italiaanse fabrikanten, Gilera, Mondial, MV Agusta en Moto Guzzi in 1957 samen besloten te stoppen met de deelname aan wegraces op WK-niveau. In 1958 werden de druppelstroomlijnkuipen verboden, waardoor de voorsprong op het gebied van aerodynamica ook verloren zou gaan. MV Agusta kwam op dit besluit terug en kreeg op die manier de kans de komende jaren onaantastbaar te worden in alle klassen. In 1952 behaalde Moto Guzzi de plaatsen 2, 3 en 4 in het WK 250 cc, in 1951 en 1952 werd de 250cc-wereldtitel behaald en in 1953, 1954, 1955, 1956 en 1957 de 350cc-titel. De geldverslindende 500cc-projecten leveren feitelijk niets op. De langeafstandsraces, in 1953 in ere hersteld maar beperkt tot 175cc-machines, dwongen Moto Guzzi óók met een dergelijk model te komen. De geboorte van de Moto Guzzi Lodola was daaraan te danken, hoewel de machine de sportieve aspiraties nooit kon waarmaken. In 1959 werd de techniek zelfs sterk vereenvoudigd toen de OHC motor werd vervangen door een exemplaar met eenvoudige stoterstangen. Daarmee gooide Moto Guzzi voorlopig de handdoek in de ring waar het de motorrace betrof.

#### Modellenoverzicht jaren vijftig
| Motoleggere       | Motoleggera 65        | Cardellino 65         | Cardellino 73 Lusso | Cardellino 73 Turismo  |               |                  |              |           |           |               |
| ----------------- | --------------------- | --------------------- | ------------------- | ---------------------- | ------------- | ---------------- | ------------ | --------- | --------- | ------------- |
| Cilinderinhoud    | 63,7 cc               | 63,7 cc               | 73,2 cc             | 73,2 cc                |               |                  |              |           |           |               |
| Periode           | 1946-1954             | 1954-1959             | 1959-1962           | 1959-1962              |               |                  |              |           |           |               |
| Astore/Falcone    | Astore                | Falcone               | Falcone Turismo     | Falcone Sport          |               |                  |              |           |           |               |
| Cilinderinhoud    | 498,4 cc              | 498,4 cc              | 498,4 cc            | 498,4 cc               |               |                  |              |           |           |               |
| Periode           | 1949-1953             | 1950-1953             | 1953-1967           | 1953-1967              |               |                  |              |           |           |               |
| Airone            | Airone Sport          | Airone Turismo        |                     |                        |               |                  |              |           |           |               |
| Cilinderinhoud    | 246,3 cc              | 246,3 cc              |                     |                        |               |                  |              |           |           |               |
| Periode           | 1949-1957             | 1949-1957             |                     |                        |               |                  |              |           |           |               |
| Galletto          | Galletto 160          | Galletto 175          | Galletto 192        |                        |               |                  |              |           |           |               |
| Cilinderinhoud    | 159,5 cc              | 174,5 cc              | 192,5 cc            |                        |               |                  |              |           |           |               |
| Periode           | 1950-1952             | 1952-1954             | 1954-1966           |                        |               |                  |              |           |           |               |
| Zigolo            | Zigolo                | Zigolo Sport          | Zigolo Turismo      | Zigolo Lusso           | Zigolo Mk II  |                  |              |           |           |               |
| Cilinderinhoud    | 98,2 cc               | 98,2 cc               | 98,2 cc             | 98,2 cc                | 98,2 cc       |                  |              |           |           |               |
| Periode           | 1953                  | 1954-1955             | 1954                | 1954-1957              | 1958-1959     |                  |              |           |           |               |
| Lodola            | Lodola 175            | Lodola Sport 175      | Lodola Normale 175  | Lodola GranTurismo 235 |               |                  |              |           |           |               |
| Cilinderinhoud    | 174,5 cc              | 174,5 cc              | 174,5 cc            | 235 cc                 |               |                  |              |           |           |               |
| Periode           | 1956-1957             | 1958-1959             | 1958-1959           | 1959-1966              |               |                  |              |           |           |               |
| Racemotoren       | Bicilindrica 500      | Compressore 250       | Dondolino           | Gambalunga             | Gambalunghino | Quattro Cilindri | Bialbero 250 | Mono 350  | Mono 500  | Otto Cilindri |
| Cilinderinhoud    | 493,6 cc              | 246,8 cc              | 498,7 cc            | 498,7 cc               | 248,2 cc      | 492,3 cc         | 248,2 cc     | 349,2 cc  | 498,4 cc  | 498,5 cc      |
| Periode           | 1933-1951             | 1938-1952             | 1946-1951           | 1946-1951              | 1949-1952     | 1952-1954        | 1953-1955    | 1953-1957 | 1953-1957 | 1954-1957     |
| Terreinmotoren    | Lodola Regolarità 175 | Lodola Regolarità 235 |                     |                        |               |                  |              |           |           |               |
| Cilinderinhoud    | 174,5 cc              | 232,4 cc              |                     |                        |               |                  |              |           |           |               |
| Periode           | 1958-1966             | 1959-1966             |                     |                        |               |                  |              |           |           |               |
| Triporteurs       | Ercole                | Motocarro Ercolino    |                     |                        |               |                  |              |           |           |               |
| Cilinderinhoud    | 498,4 cc              | 192,5 cc              |                     |                        |               |                  |              |           |           |               |
| Periode           | 1946-1980             | 1956-1970             |                     |                        |               |                  |              |           |           |               |
| Militaire motoren | Airone Militare       | Superalce             | Falcone Militare    |                        |               |                  |              |           |           |               |
| Cilinderinhoud    | 246,3 cc              | 498,4 cc              | 498,4 cc            |                        |               |                  |              |           |           |               |
| Periode           | 1940-1957             | 1946-1957             | 1950-1967           |                        |               |                  |              |           |           |               |

### Jaren zestig
- Algemeen

Aan het begin van de jaren zestig was Moto Guzzi uit alle klassen van wegraces gestapt, en aan de Zigolo 100cc-modellen kwam ook een einde. Wel kwam er een opvolger, de Moto Guzzi Zigolo 110, maar Moto Guzzi was intussen in grote financiële moeilijkheden gekomen. Om het tij te keren stortte men zich op de bromfietsmarkt. Aanvankelijk kocht men een aantal bromfietsen van een kleine fabriek in Milaan om ze onder de naam Moto Guzzi te verkopen, maar al snel verschenen eigen producten: de Dingo en de Trotter. De door Carcano voor Fiat ontwikkelde V-twin werd afgestoft om een nieuwe politiemotor te ontwikkelen, maar toen men merkte dat het Amerikaanse publiek steeds meer interesse kreeg in zware Europese motorfietsen, besloot men ook een burgerversie te bouwen, de Moto Guzzi V7. De ontwikkeling begon in 1964 en de eerste proeven werden gedaan door testrijders van Moto Guzzi en de Polizia Stradale. Eind 1965 werd de V7 aan het publiek getoond. Het publiek kon hem pas in 1967 kopen. Toen was Lino Tonti al aangetrokken en hij ontwikkelde de V7 recordmachine, de V7 Special en de V7 Ambassador.
- 1966

1966 Was een kenmerkend jaar voor Moto Guzzi: vrijwel tegelijk werden alle modellen die slecht verkochten uit productie genomen: de Zigolo, de Galletto, de Cardellino en de Lodola, waardoor men zich kon concentreren op de Stornello en de bromfietsen. In 1966 begon de productie van de V7 voor de politie en voor de exportmarkt, de Italianen moesten tot 1967 wachten.
- Bedrijf

Moto Guzzi had het hoogtepunt van zijn bestaan halverwege de jaren vijftig gehad. Onder de leiding van Enrico Parodi ging het bergaf. Dat kwam ook doordat de motorfietsverkopen in de hele wereld sterk terugliepen. De hele Engelse industrie smolt van ellende samen tot Associated Motor Cycles en de BSA groep en in Duitsland leverde alleen BMW nog grote series zware motorfietsen, maar gedurende het hele decennium waren dat slechts vier modellen. Op de binnenlandse Italiaanse markt was het bovendien behoorlijk druk. Wie een tweewieler voor woon-werkverkeer zocht kon terecht bij de scooterfabrikanten Piaggio en Lambretta, maar ook bij Aermacchi, Benelli, Garelli, Mondial, Moto Morini, Ducati, Laverda en vele tientallen kleinere merkjes. De Japanse merken Honda, Yamaha en Marusho zetten hun eerste stappen op de Europese markt. Maar Enrico Parodi had ook nog de zorg over de Parodi-familiebedrijf, waaronder de rederij en een aantal vastgoed- en nutsbedrijven. Hij was ook een minder voorzichtig zakenman dan zijn broer Giorgio en een aantal verkeerde investeringen zetten zowel de familiebedrijven als Moto Guzzi onder toenemende druk. Het hele Parodi-familiefortuin moest in Moto Guzzi gestoken worden om een faillissement te voorkomen. De fabriek was verouderd, de productielijnen niet effectief genoeg en de personeelskosten waren te hoog. Op 25 februari 1966 werd Moto Guzzi onder curatele gesteld. Gedurende ongeveer een jaar stond het onder leiding van Arnaldo Marcantonio, de beheerder namens de banken en een groot vastgoedbedrijf: IMI (Instituto Mobiliare Italiano). Hij sneed drastisch in de bedrijfsleiding, waardoor onder anderen de ingenieurs Giulio Cesare Carcano en Enrico Cantoni vertrokken (volgens sommige bronnen werd Carcano ontslagen, volgens andere vertrok hij zelf). Carcano werd opgevolgd door Umberto Todero, die al in de jaren vijftig met hem had samengewerkt op de race-afdeling. Op 1 februari 1967 werd de holding SEIMM (Società Esercizio Idustrie Moto Meccaniche) gevormd. Luciano Francolini werd voorzitter van de raad van bestuur en Romolo de Stefani werd algemeen directeur. Francolini droeg echter al binnen een jaar zijn stoel over aan Donato Cattaneo. SEIMM was eigendom van IMI en huurde de fabriek van Moto Guzzi met een optie tot koop. Die optie werd in 1969 al opgenomen. Romolo de Stefani had een solide achtergrond op het gebied van motorfietsen; hij had bij Bianchi en Ducati gewerkt en hij haalde de voormalige Bianchi-ontwerper Lino Tonti naar Mandello. Tonti had zijn sporen verdiend bij Aermacchi en met zijn eigen ontwerpen de Paton en de Linto. Carlo Guzzi, die al in 1955 zijn functie bij Moto Guzzi had neergelegd, overleed in november 1964. Hij was toen 75 jaar.
- Straatmodellen

In 1960 verschenen meteen twee nieuwe modellen: de Zigolo 110 en de Stornello 125. De Zigolo was een logische verbetering van de eerdere 100 cc-modellen, maar de Stornello was helemaal nieuw ontwikkeld. In lijn met de "vogelnamentraditie" kreeg hij zijn naam, die "spreeuw" betekent. Alles aan deze motorfiets was gericht op besparingen: het geheel gegoten carter, dat geen dure nabewerkingen nodig had, het wet-sump smeersysteem, waardoor een olietank, een extra oliepomp en een aantal leidingen werden uitgespaard. Ook de productielijn werd aangepast: één enkele machine kon alle laswerkzaamheden aan het frame doen. Daardoor daalden de productiekosten van het complete frame tot slechts 5.000 lire. Al in 1961 werd de Stornello uitgebracht in twee modellen: de Stornello 125 Turismo en de Stornello 125 Sport. Met de export naar de Verenigde Staten in het achterhoofd kregen de Stornellos in 1967 nieuwe namen: Stornello 125 Scrambler America en Stornello 125 Sport America. In 1968 verscheen een iets zwaarder uitvoering, de Stornello 160. De Moto Guzzi V7 verscheen zoals gezegd in 1966. Het was de laatste motorfiets die door Carcano ontworpen was. Na diens ontslag werd de verdere ontwikkeling in handen van Lino Tonti gelegd. Die bracht de 703cc-motor al snel op 757 cc en in 1969 verschenen de V7 Ambassador en de V7 Special.
- Motorsport

De motorsport beperkte zich voor Moto Guzzi tot de terreinwedstrijden, waaraan werd deelgenomen met de Lodola Regolarità 175, de Lodola Regolarità 250 en de Stornello 125 Regolarità, waarvan zelfs voor sommige wedstrijden een 98cc-versie werd gebouwd. Bij de ISDT van 1961 en 1962 werden een aantal gouden medailles behaald, en in 1963 won het Italiaanse team een Zilveren Vaas in Tsjechoslowakije. In 1964 trok Moto Guzzi het fabrieksteam terug uit de wedstrijdsport, en de Stornello Regolarità kwam beschikbaar voor privérijders. De opvolger, de Stornello 125 Scrambler America had nog wel het uiterlijk van de wedstrijdmachine, maar was niet geschikt voor wedstrijden.

#### Modellenoverzicht jaren zestig
| Motoleggere       | Cardellino 73 Lusso    | Cardellino 73 Turismo | Cardellino 83         |                                 |                             |                     |  |
| ----------------- | ---------------------- | --------------------- | --------------------- | ------------------------------- | --------------------------- | ------------------- |  |
| Cilinderinhoud    | 73,2 cc                | 73,2 cc               | 83,2 cc               |                                 |                             |                     |  |
| Periode           | 1959-1962              | 1959-1962             | 1962-1965             |                                 |                             |                     |  |
| Falcone           | Falcone Turismo        | Falcone Sport         |                       |                                 |                             |                     |  |
| Cilinderinhoud    | 498,4 cc               | 498,4 cc              |                       |                                 |                             |                     |  |
| Periode           | 1953-1967              | 1953-1967             |                       |                                 |                             |                     |  |
| Galletto          | Galletto 192           |                       |                       |                                 |                             |                     |  |
| Cilinderinhoud    | 192,5 cc               |                       |                       |                                 |                             |                     |  |
| Periode           | 1954-1966              |                       |                       |                                 |                             |                     |  |
| Zigolo            | Zigolo 110             |                       |                       |                                 |                             |                     |  |
| Cilinderinhoud    | 110,4 cc               |                       |                       |                                 |                             |                     |  |
| Periode           | 1960-1966              |                       |                       |                                 |                             |                     |  |
| Lodola            | Lodola GranTurismo 235 | Lodola Sport 250      |                       |                                 |                             |                     |  |
| Cilinderinhoud    | 235 cc                 | 247 cc                |                       |                                 |                             |                     |  |
| Periode           | 1959-1966              | 1965                  |                       |                                 |                             |                     |  |
| Stornello         | Stornello 125          | Stornello 125 Sport   | Stornello 125 Turismo | Stornello 125 Scrambler America | Stornello 125 Sport America | Stornello 160       |  |
| Cilinderinhoud    | 123,2 cc               | 123,2 cc              | 123,2 cc              | 123,2 cc                        | 123,2 cc                    | 153,2 cc            |  |
| Periode           | 1960-1961              | 1962-1967             | 1962-1967             | 1967-1969                       | 1967-1969                   | 1968-1975           |  |
| Dingo             | Dingo Turismo          | Dingo Sport           | Dingo Super           | Dingo Cross                     | Dingo Gran Turismo          |                     |  |
| Cilinderinhoud    | 48,9 cc                | 48,9 cc               | 48,9 cc               | 48,9 cc                         | 48,9 cc                     |                     |  |
| Periode           | 1963-1970              | 1963-1967             | 1966-1969             | 1966-1975                       | 1967-1975                   |                     |  |
| Trotter           | Trotter                | Trotter VIP           | Trotter Super         |                                 |                             |                     |  |
| Cilinderinhoud    | 40,9 cc                | 40,9 cc               | 40,9 cc               |                                 |                             |                     |  |
| Periode           | 1966-1969              | 1969-1973             | 1969-1973             |                                 |                             |                     |  |
| V7-serie          | V7                     | V7 Ambassador         | V7 Special            | V7 recordmachine                |                             |                     |  |
| Cilinderinhoud    | 703,7 cc               | 757,5 cc              | 757,5 cc              | 739,3 cc en 757,5 cc            |                             |                     |  |
| Periode           | 1967-1969              | 1969-1970             | 1969-1971             | 1969                            |                             |                     |  |
| Terreinmotoren    | Lodola Regolarità 175  | Lodola Regolarità 235 | Lodola Regolarità 250 | Stornello 125 Regolarità        |                             |                     |  |
| Cilinderinhoud    | 174,5 cc               | 232,4 cc              | 247 cc                | 123,2 cc                        |                             |                     |  |
| Periode           | 1958-1966              | 1959-1966             | 1961-1966             | 1963-1967                       |                             |                     |  |
| Triporteurs       | Ercole                 | Motocarro Ercolino    | AdM 3 X 3             | Motocarro Aiace                 | Dingotre                    | Ciclocarro Furghino |  |
| Cilinderinhoud    | 498,4 cc               | 192,5 cc              | 754 cc                | 110,3 cc                        | 48,9 cc                     | 48,9 cc             |  |
| Periode           | 1946-1980              | 1956-1970             | 1960-1963             | 1962-1963                       | 1965-1968                   | 1968-1971           |  |
| Militaire motoren | Falcone Militare       | V7 Militare           |                       |                                 |                             |                     |  |
| Cilinderinhoud    | 498,4 cc               | 703,7 cc              |                       |                                 |                             |                     |  |
| Periode           | 1950-1967              | 1967-1969             |                       |                                 |                             |                     |  |

### Jaren zeventig
- Algemeen

In de jaren zeventig werden de motorvermogens steeds groter, onder invloed van de Japanse "superbikes" Honda CB 750 en Kawasaki Z 1 900. De frames konden dit nauwelijks aan, en in die periode kregen juist de Italiaanse merken een goede naam op het gebied van de bouw van strakke, goed sturende motorfietsen. Moto Guzzi kon bijblijven dankzij het uitstekende, door Lino Tonti ontwikkelde rijwielgedeelte van de V7 Sport, maar de andere V7-modellen stonden als log en zwaar te boek. Na de overname door Alejandro de Tomaso in 1973 werden modellen van Moto Guzzi en Benelli veelal gezamenlijk ontworpen en ontwikkeld, waarbij soms niet eens vast stond onder welke merknaam ze verkocht zouden worden. Omdat Moto Guzzi in de middenklasse niets anders te bieden had dan de verouderde Nuovo Falcone werden de nieuwe Benelli-viercilinders ook als "Moto Guzzi" verkocht. Een gevolg van de overname door de Tomaso was dat ontwerpers meer zeggenschap kregen over de modellen, terwijl tot dat moment het uiterlijk altijd door de technici was bepaald. Die ontwikkelden de vorm ondergeschikt aan de functie (Form Follows Function), maar de nieuwe modellen, ontworpen door Paolo Martin en Pierangelo Andreani, die hun sporen bij de autostudio's Ghia, Bertone en Pininfarina hadden verdiend, waren veel moderner, strak gelijnd zoals dat in de jaren zeventig in de mode was. Bij Moto Guzzi was het resultaat vooral zichtbaar in de 850 Le Mans, die op zijn minst spectaculair genoemd mocht worden. De Tomaso wilde het publiek geven waar het om vroeg: viercilinders. Ze werden in zeer korte tijd ontwikkeld, maar dat kwam vooral omdat de motoren van Honda gekopieerd werden. Zo ontstonden de 350 GTS, de 400 GTS en de 254. Een 500cc-viercilinder werd ook geproduceerd, maar die eindigde met een "Benelli"-logo op de tank. Op basis van het frame van de V7 Sport bouwde Tonti in 1974 de 850 T. Diens opvolger kreeg in 1975 het integrale remsysteem, een innovatie van Moto Guzzi waardoor met de voetrem ook een van de voorste remschijven bediend werd. De zware tweecilinders kregen van de Tomaso weinig aandacht, omdat alles werd gezet op de Benelli vier- en zescilinders. Toen de investeringen daarin niets opleverden omdat de klanten liever het Japanse "origineel" kochten, richtte hij zich echter weer meer op de tweecilinders van Moto Guzzi. De betrouwbaarheid van deze machines was er niet op vooruit gegaan, en nieuwe ontwikkelingen waren er nauwelijks, maar klanten bleven ze desondanks kopen. De inhoudsklassen werden naar beneden uitgebreid, waardoor de V 50 en de V 35 ontstonden. Op deze manier produceerden Benelli en Moto Guzzi tijdelijk hun eigen concurrentie. Aan het einde van de jaren zeventig werd de al jaren ongebruikte windtunnel weer ingezet om de stroomlijnkuipen van de 1000 SP en de 850 Le Mans II te ontwikkelen.
- Identieke modellen

Door badge-engineering toe te passen waren veel modellen van Benelli en Moto Guzzi feitelijk identiek:
- Moto Guzzi 125 Turismo = Benelli 125 Turismo
- Moto Guzzi 125 Tuttoterreno = Benelli 125 Enduro
- Moto Guzzi 250 TS = Benelli 2C en Benelli 250 2T
- Moto Guzzi 254 = Benelli 250 Quattro
- Moto Guzzi 350 GTS = Benelli 350 RS
- Moto Guzzi Cross 50 = Benelli Cross 50
- Bedrijf

Alejandro de Tomaso had al in 1971 85% van de aandelen van Benelli gekocht en in 1973 was Moto Guzzi SEIMM aan de beurt. Binnen het bedrijf waren er al langer geruchten over de overname en daardoor bestond er onder de werknemers ook grote onrust. Men was zelfs bang dat het hele bedrijf zou worden verplaatst naar Modena, waar de De Tomaso autofabriek stond. Alejandro vond dat er meer tegenwind uit Europa moest komen tegen de opkomende Japanse motorfietsmerken. Benelli had echt behoefte aan steun, Moto Guzzi draaide redelijk maar toch kon men buiten Italië maar moeilijk klanten vinden. Groottoeristen die een Europese motorfiets wilden konden uitstekend terecht bij BMW, dat in 1969 zijn modellenlijn had gemoderniseerd door de /5-serie uit te brengen. De sportievere rijders konden zelfs binnen Italië terecht bij Ducati en Laverda. Aanvankelijk bleef er scepsis bestaan bij het personeel, dat nog steeds vreesde dat Benelli en Moto Guzzi samengevoegd zouden worden in één fabriek of dat er misschien mensen overgeplaatst moesten worden naar de Benelli-fabriek in Pesaro, 400 km van Mandello. Bovendien was Benelli al ruim vijftig jaar de "vijand", een concurrent op de motorfietsmarkt maar ook in de motorsport. De problemen losten zich vanzelf op toen de resultaten van de samenvoeging bemoedigend waren. De Tomaso rationaliseerde de productie en sommige modellen van Benelli en Moto Guzzi waren identiek, en als ze wel verschillend waren werden dezelfde motorblokken gebruikt.
- Motorsport

In 1971 leverde het Moto Guzzi team met de V7 Sport een goede prestatie tijdens de Bol d'Or. Na vier uur nam het team met Brambilla en Mandracci de leiding, die in het zesde uur weer moest worden overgedragen aan het team van BSA, maar in het negende uur nam Guzzi de leiding weer over. Men nam zelfs een voorsprong van vijf ronden, maar toen brak er een kleptuimelaar. Er volgden nog een aantal technische problemen, maar desondanks werden Brambilla en Mandracci derde achter Percy Tait en Ray Pickrell (BSA) en Brettoni en Cretti (Laverda). In 1972 werd al geracet met een 850cc-versie van de V7 Sport. Belangrijke overwinningen bleven uit, maar er werd wél al gereden met schijfremmen in het voorwiel en deze machine was ook de proeftuin voor het latere integrale remsysteem. Eind 1972 werd deze machine gepresenteerd als "Moto Guzzi Le Mans 850", maar het uiterlijk was nog dat van de V7 Sport Enduranceracer.

#### Modellenoverzicht jaren zeventig
| Stornello                         | Stornello 160          | Stornello 125 5V   | Stornello 125 Scrambler |                   |                  |                 |
| --------------------------------- | ---------------------- | ------------------ | ----------------------- | ----------------- | ---------------- | --------------- |
| Cilinderinhoud                    | 153,2 cc               | 123,2 cc           | 123,2 cc                |                   |                  |                 |
| Periode                           | 1968-1975              | 1970-1975          | 1970-1975               |                   |                  |                 |
| Dingo                             | Dingo Cross            | Dingo Gran Turismo | Dingo Super Sport       | Dingo 50 MM       | Dingo 50-3 Marce | Dingo 50-3V     |
| Cilinderinhoud                    | 48,9 cc                | 48,9 cc            | 48,9 cc                 | 48,9 cc           | 48,9 cc          | 48,9 cc         |
| Periode                           | 1966-1975              | 1967-1975          | 1970-1975               | 1970-1975         | 1971-1972        | 1973-1975       |
| Trotter                           | Trotter VIP            | Trotter Super      | Trotter Special M       | Trotter Special V | Trotter Mark M   | Trotter Mark V  |
| Cilinderinhoud                    | 40,9 cc                | 40,9 cc            | 40,9 cc                 | 40,9 cc           | 40,9 cc          | 40,9 cc         |
| Periode                           | 1969-1973              | 1969-1973          | 1970-1973               | 1970-1973         | 1970-1973        | 1970-1973       |
| V7-serie                          | V7 Ambassador          | V7 Special         | V7 Sport                | V7 850 California | V7 850 GT        | V7 850 Eldorado |
| Cilinderinhoud                    | 703,7 cc               | 757,5 cc           | 748,4 cc                | 844,1 cc          | 844,1 cc         | 844,1 cc        |
| Periode                           | 1969-1970              | 1969-1971          | 1971-1973               | 1971-1974         | 1972-1974        | 1972-1974       |
| Nuovo Falcone                     | Nuovo Falcone Militare | Nuovo Falcone      | Falcone Sahara          |                   |                  |                 |
| Cilinderinhoud                    | 498,4 cc               | 498,4 cc           | 498,4 cc                |                   |                  |                 |
| Periode                           | 1970-1976              | 1971-1976          | 1974-1976               |                   |                  |                 |
| 850 T                             | 850 T                  | 850 T3             | 850 T3 California       |                   |                  |                 |
| Cilinderinhoud                    | 844,1 cc               | 844,1 cc           | 844,1 cc                |                   |                  |                 |
| Periode                           | 1973-1974              | 1975-1979          | 1975-1979               |                   |                  |                 |
| 750 S                             | 750 S                  | 750 S3             |                         |                   |                  |                 |
| Cilinderinhoud                    | 748,4 cc               | 748,4 cc           |                         |                   |                  |                 |
| Periode                           | 1974-1975              | 1975-1976          |                         |                   |                  |                 |
| Chiù / Cross 50 / Nibbio / Magnum | Chiù                   | Cross 50           | Nibbio                  | Magnum            |                  |                 |
| Cilinderinhoud                    | 49 cc                  | 49 cc              | 49 cc                   | 49 cc             |                  |                 |
| Periode                           | 1974-1976              | 1974-1982          | 1974-1982               | 1976-1979         |                  |                 |
| 350 / 400 cc                      | 350 GTS                | 400 GTS            |                         |                   |                  |                 |
| Cilinderinhoud                    | 345,6 cc               | 397,4 cc           |                         |                   |                  |                 |
| Periode                           | 1974-1975              | 1975-1979          |                         |                   |                  |                 |
| 125 cc                            | 125 Tuttoterreno       | 125 Turismo        | 125                     |                   |                  |                 |
| Cilinderinhoud                    | 120,7 cc               | 120,7 cc           | 123,6 cc                |                   |                  |                 |
| Periode                           | 1974-1981              | 1974-1981          | 1979-1981               |                   |                  |                 |
| 250 cc                            | 250 TS                 | 254                |                         |                   |                  |                 |
| Cilinderinhoud                    | 231,5 cc               | 231,1 cc           |                         |                   |                  |                 |
| Periode                           | 1974-1982              | 1977-1981          |                         |                   |                  |                 |
| 1000 cc                           | V 1000 I-Convert       | V 1000 G5          | 1000 SP NT 80           | 1000 SP           |                  |                 |
| Cilinderinhoud                    | 948,8 cc               | 948,8 cc           | 948,8 cc                | 948,8 cc          |                  |                 |
| Periode                           | 1975-1985              | 1978-1983          | 1978-1983               | 1978-1984         |                  |                 |
| Le Mans                           | 850 Le Mans            | Le Mans CX 100     | 850 Le Mans II          |                   |                  |                 |
| Cilinderinhoud                    | 844,1 cc               | 948,8 cc           | 844,1 cc                |                   |                  |                 |
| Periode                           | 1976-1978              | 1979               | 1979-1980               |                   |                  |                 |
| V 35 / V 50                       | V 35                   | V 50               | V 50 II                 |                   |                  |                 |
| Cilinderinhoud                    | 346,2 cc               | 490,3 cc           | 490,3 cc                |                   |                  |                 |
| Periode                           | 1977-1978              | 1977-1978          | 1979-1980               |                   |                  |                 |
| Triporteurs                       | Ercole                 | Motocarro Ercolino | Ciclocarro Furghino     |                   |                  |                 |
| Cilinderinhoud                    | 498,4 cc               | 192,5 cc           | 48,9 cc                 |                   |                  |                 |
| Periode                           | 1946-1980              | 1956-1970          | 1968-1971               |                   |                  |                 |

### Jaren tachtig
- Algemeen

In de jaren tachtig was Moto Guzzi vrijwel "verlost" van de lichte modellen die samen met Benelli waren geproduceerd, hoewel in 1985 nog twee 125 cc-modellen verschenen. Men concentreerde zich op de eigen V-twins, die nu in cilinderinhouden van 350- tot 950 cc werden gemaakt, zowel als toer-, sport-, custom- en allroad. Ook werden nog steeds "PA" (Pubblica Amministrazione)-versies gemaakt voor de gewone- en de militaire politie, maar specifiek militaire Guzzi's werden niet meer geproduceerd. Opmerkelijk was dat Guzzi de 500cc-klasse een beetje liet lopen. De V 50 kreeg nooit vier kleppen per cilinder en ook geen allroad-versie. Bij de V 35, V 65 en V 75 gebeurde dat wel. Zowel de Moto Guzzi Le Mans als de Moto Guzzi California groeiden van 850 cc naar 1000 cc en werden, zeker ook buiten Italië, de topmodellen van het merk. De 1000 S was een retro bike, die herinnerde aan de 750 S. De samenwerking met Benelli werd veel minder, alleen de 125 C en de 125 TT werden nog samen ontwikkeld. De Koninklijke Landmacht schafte een zeer licht gemodificeerde versie van de V 50 aan ter vervanging van de Triumph 3TA. Vanaf 1981 werden de motorblokken van de V 50- en de V 35-modellen geproduceerd bij Innocenti, dat ook al enige tijd eigendom van de De Tomaso-groep was. In 1988 verscheen een speciale versie voor de Japanse markt: de V 40 Capri. Moto Guzzi was in 1988 het eerste Italiaanse merk dat brandstofinjectie toepaste.
- Bedrijf

In 1988 werden Benelli en Moto Guzzi SEIMM samengevoegd tot Guzzi Benelli Moto S.p.A. Moto Guzzi bleef een zelfstandig bedrijf binnen het concern van de Tomaso. Dr. John Wittner kreeg de nog in ontwikkeling zijnde 1000cc-achtklepsmotor ter beschikking voor zijn racemotor, en hielp op die manier bij de ontwikkeling van de 1000 Daytona. Dr. John werd daarna betrokken bij de ontwikkeling van de 1000 Daytona en opgenomen in het ontwikkelingsteam van Moto Guzzi. Hij had een grote invloed op de Tomaso, die besloot de concurrentie met de Japanners te laten varen en zich met Moto Guzzi te richten op marktsegmenten die door de Japanse merken niet bediend werden. De Tomaso verkocht Benelli en investeerde in Moto Guzzi. Daarvoor had hij twee redenen: Harley-Davidson had zich nadat Willie G. Davidson het merk had teruggekocht van AMF hersteld en was op eigen kracht teruggekomen naar de top van het marktsegment. BMW, de grootste tweecilinderconcurrent op de Europese markt, had zijn drie- en viercilinders gepresenteerd en liet daarmee de tweecilindermarkt liggen. Daarop besloot de Tomaso de Moto Guzzi V-twins te moderniseren om op die manier die markt te beheersen.
- Motorsport

Moto Guzzi bemoeide zich in de jaren tachtig niet met de motorsport, maar in de Verenigde Staten won het team van Dr. John Wittner in 1985 het endurance "Middle Weight Class" kampioenschap van de American Motorcyclist Association (AMA). Dat gebeurde aanvankelijk met een nauwelijks gemodificeerde 850 Le Mans III. Een opmerkelijke prestatie, want de machine moest het opnemen tegen geavanceerde Japanse viercilinders tot meer dan 1200 cc. De motor reed probleemloos gedurende het jaar ruim 13.000 racekilometers en werd - met kentekenplaat - tussen de races door op de openbare weg gebruikt. Later kreeg Wittner van de Amerikaanse importeur een Le Mans 1000, die wél werd aangepast en dankzij het lage brandstofverbruik en een 32 liter tank met minder pitstops de wedstrijden kon voltooien. In 1986 bleef succes uit, voornamelijk door de lege kas van Wittner, maar in 1987 kreeg hij steun van Alejandro de Tomaso persoonlijk. Hij bouwde een nieuwe motor en won er het US Pro Twins (BOTT) kampioenschap mee, dat al zes jaar door Harley-Davidson was gedomineerd.

#### Modellenoverzicht jaren tachtig
| 50 cc          | Cross 50         | Nibbio         |                   |                     |                          |                 |              |              |                   |            |                 |
| -------------- | ---------------- | -------------- | ----------------- | ------------------- | ------------------------ | --------------- | ------------ | ------------ | ----------------- | ---------- | --------------- |
| Cilinderinhoud | 49 cc            | 49 cc          |                   |                     |                          |                 |              |              |                   |            |                 |
| Periode        | 1974-1982        | 1974-1982      |                   |                     |                          |                 |              |              |                   |            |                 |
| 125 cc         | 125 Tuttoterreno | 125 Turismo    | 125               | 125 C               | 125 TT                   |                 |              |              |                   |            |                 |
| Cilinderinhoud | 120,7 cc         | 120,7 cc       | 123,6 cc          | 123,2 cc            | 123,2 cc                 |                 |              |              |                   |            |                 |
| Periode        | 1974-1981        | 1974-1981      | 1979-1981         | 1985-1987           | 1985-1988                |                 |              |              |                   |            |                 |
| 250 cc         | 250 TS           | 254            |                   |                     |                          |                 |              |              |                   |            |                 |
| Cilinderinhoud | 231,5 cc         | 231,1 cc       |                   |                     |                          |                 |              |              |                   |            |                 |
| Periode        | 1974-1982        | 1977-1981      |                   |                     |                          |                 |              |              |                   |            |                 |
| 850 T          | 850 T4           | 850 T5         | 850 T5 NT         | 850 T5 PA           | 850 T5 PA NC             |                 |              |              |                   |            |                 |
| Cilinderinhoud | 844,1 cc         | 844,1 cc       | 844,1 cc          | 844,1 cc            | 844,1 cc                 |                 |              |              |                   |            |                 |
| Periode        | 1980-1982        | 1983-1984      | 1984-1989         | 1985-1987           | 1988-?                   |                 |              |              |                   |            |                 |
| 1000 cc        | V 1000 I-Convert | V 1000 G5      | 1000 SP NT 80     | 1000 SP             | 1000 SP II               | Mille GT        | 1000 SP III  |              |                   |            |                 |
| Cilinderinhoud | 948,8 cc         | 948,8 cc       | 948,8 cc          | 948,8 cc            | 948,8 cc                 | 948,8 cc        | 948,8 cc     |              |                   |            |                 |
| Periode        | 1975-1985        | 1978-1983      | 1978-1983         | 1978-1984           | 1985-1988                | 1987-1993       | 1989-1993    |              |                   |            |                 |
| California     | California II    | California III | California III RL | California III CIRR | California III Iniezione |                 |              |              |                   |            |                 |
| Cilinderinhoud | 948,8 cc         | 948,8 cc       | 948,8 cc          | 948,8 cc            | 948,8 cc                 |                 |              |              |                   |            |                 |
| Periode        | 1982-1986        | 1987-1989      | 1987-1994         | 1987-1994           | 1987-1994                |                 |              |              |                   |            |                 |
| Le Mans        | 850 Le Mans II   | Le Mans CX 100 | 850 Le Mans III   | Le Mans 1000        | Le Mans 1000 SE          | Le Mans 1000 CI |              |              |                   |            |                 |
| Cilinderinhoud | 844,1 cc         | 948,8 cc       | 844,1 cc          | 948,8 cc            | 948,8 cc                 | 948,8 cc        |              |              |                   |            |                 |
| Periode        | 1979-1980        | 1979-1980      | 1981-1984         | 1984-1988           | 1986-1988                | 1988-1993       |              |              |                   |            |                 |
| V 35           | V 35 II          | V 35 Imola     | V 35 C            | V 35 Imola II       | V 35 TT                  | V 35 III        | V 35 Florida | NTX 350      | 350 Falco         | V 35 PA    | Trentacinque GT |
| Cilinderinhoud | 346,2 cc         | 346,2 cc       | 346,2 cc          | 346,2 cc            | 346,2 cc                 | 346,2 cc        | 349,2 cc     | 349,2 cc     | 346,2 cc          | 346,2 cc   | 346,2 cc        |
| Periode        | 1980-1985        | 1980-1983      | 1982-1985         | 1984-1987           | 1984-1987                | 1984-1986       | 1986-1992    | 1987-1991    | 1987              | 1987-1997  | 1988-1992       |
| V 40           | V 40 Capri       |                |                   |                     |                          |                 |              |              |                   |            |                 |
| Cilinderinhoud | 387,1 cc         |                |                   |                     |                          |                 |              |              |                   |            |                 |
| Periode        | 1988-1990        |                |                   |                     |                          |                 |              |              |                   |            |                 |
| V 50           | V 50 II          | V 50 Monza     | V 50 TS           | V 50 NATO           | V 50 III                 | V 50 C          | V 50 PA      |              |                   |            |                 |
| Cilinderinhoud | 490,3 cc         | 490,3 cc       | 490,3 cc          | 490,3 cc            | 490,3 cc                 | 490,3 cc        | 490,3 cc     |              |                   |            |                 |
| Periode        | 1979-1980        | 1980-1984      | 1981              | 1981                | 1981-1986                | 1982-1994       | 1983         |              |                   |            |                 |
| V 65           | V 65             | V 65 SP        | V 65 Lario        | V 65 TT             | V 65 Baia                | V 65 PA         | NTX 650      | V 65 Florida | Sessantacinque GT | V 65 PA NC |                 |
| Cilinderinhoud | 643,4 cc         | 643,4 cc       | 643,4 cc          | 643,4 cc            | 643,4 cc                 | 643,4 cc        | 643,4 cc     | 643,4 cc     | 643,4 cc          | 643,4 cc   |                 |
| Periode        | 1981-1987        | 1983-1987      | 1984-1987         | 1984-1989           | 1985                     | 1985            | 1986-1990    | 1986-1992    | 1987-1995         | 1988       |                 |
| V 75           | 750 Duna         | V 75           | V 75 Paris-Dakar  | NTX 750             | Targa 750                |                 |              |              |                   |            |                 |
| Cilinderinhoud | 743,9 cc         | 743,9 cc       | 743,9 cc          | 743,9 cc            | 743,9 cc                 |                 |              |              |                   |            |                 |
| Periode        | 1985             | 1986-1987      | 1986              | 1986-1989           | 1989-1993                |                 |              |              |                   |            |                 |
| Triporteurs    | Ercole           |                |                   |                     |                          |                 |              |              |                   |            |                 |
| Cilinderinhoud | 498,4 cc         |                |                   |                     |                          |                 |              |              |                   |            |                 |
| Periode        | 1946-1980        |                |                   |                     |                          |                 |              |              |                   |            |                 |

### Jaren negentig
- Algemeen

Vanaf het begin van de jaren negentig richtte men zich op de productie van zware modellen in de categorieën toer, sport en allroad. De ontwikkeling van de 1000 Daytona sleepte zich nog voort tot in 1992, toen de machine eindelijk op de markt kwam. Deze machine kon echter niet concurreren tegen de Ducatis 851, 888 en 916. Bovendien was de ontwikkeling van de vierklepstechniek met bovenliggende nokkenassen erg duur geweest. Naast de Daytona werd de uiterlijk identieke, maar minder extreme Sport 1100 geproduceerd, aanvankelijk nog met carburateurs. Deze machine had tweeklepskoppen. De Quota 1000 was een zware allroad, maar moest het opnemen tegen de populaire BMW R 100 GS. Ook zijn ontwikkeling had lang geduurd; al eind 1989 was de machine aan het publiek getoond, maar pas in 1992 kwam hij op de markt. Het project mislukte: het model was te hoog, te zwaar en te duur. De Moto Guzzi California was een verkoophit, die in 1994 ook een injectiemotor kreeg. In die tijd waren 80% van de in Nederland verkochte Moto Guzzi motorfietsen Californias. In deze tijd verschenen ook een aantal "spaarmodellen", zoals de California 1100 EV Jackal, de 1000 Strada en de 750 Strada. De customlijn kreeg de naam "Nevada" en hiervan waren in deze periode de Nevada 750 en de Nevada 350 op de markt. De 1000 S was een retro bike, die herinnerde aan de 750 S3. Aan het einde van de jaren negentig verscheen de tamelijk extreem ontworpen V 10 Centauro, een toermotor waarin echter wél de achtkleps motor uit de 1000 Daytona was gebruikt. Hierna zou de achtklepper weer uit het programma verdwijnen. De investeringen van Finprogetti (zie "bedrijf") leidden onmiddellijk tot de Moto Guzzi Sport 1100 Iniezione, de 1000 Daytona RS en de V10 Centauro, waarbij vooral de Sport 1100 een hele verbetering was ten opzichte van zijn voorganger.
- Bedrijf

De 10 miljoen dollar die de verkoop van Benelli opleverde, werd door Alejandro de Tomaso grotendeels in de vernieuwing van de productielijnen van Moto Guzzi gestoken. In 1996 werd het bedrijf van de Tomaso omgedoopt tot Trident Rowan Group. Moto Guzzi bleef er een onderdeel van, maar de bedrijfsnaam werd weer Moto Guzzi S.p.A. Tot aan de jaren negentig werden alle ontwikkelingen bij Maserati gedaan, dat toen ook een onderdeel van de De Tomaso-groep was. De Tomaso was halverwege de jaren negentig nog voor 51% eigenaar van Moto Guzzi, maar na de verkoop van Maserati begon men binnen het bedrijf twijfels te krijgen over de toekomst en werd de ontwikkeling weer in eigen hand genomen. Doordat het ontwikkelingswerk jarenlang was uitbesteed aan Maserati ontstond er binnen de eigen fabriek een achterstand; men had bijvoorbeeld in 1994 al CAD apparatuur, maar nog niet voldoende personeel dat ermee kon werken. De productie was halverwege de jaren negentig gedaald tot 3.000 motorfietsen per jaar. Dat lag niet aan de vraag maar aan de gebrekkige productiemogelijkheden. Daardoor konden de importeurs en dealers niet aan de vraag voldoen. In 1994 probeerde Moto Guzzi het machinepark van de failliete toeleverancier Motoplat (elektronische ontstekingen) over te nemen, maar de boze werknemers hadden hun machines al vernield. Daardoor moest men o.a. voor de Moto Guzzi 1000 Strada teruggrijpen op contactpunten. In 1995 kocht DTI (De Tomaso Group) de investeringsbank Finprogetti, waardoor men nieuwe investeringen in het eigen merk Moto Guzzi kon doen. In 1995, nadat 30 nieuwe werknemers waren aangenomen, een eigen ontwikkelingsafdeling was opgezet en er 336 mensen in dienst waren, bouwde men weer 5.314 motorfietsen. Finprogetti benoemde Arnolfo Sacchi tot algemeen directeur, maar in 1997 werd hij vervangen door Oscar Cecchinato, die eerder bij Aprilia had gewerkt. Hij maakte samen met technisch directeur Angelo Ferrari plannen om nieuwe modellen te gaan ontwikkelen, maar ook om grote delen van de productie uit te besteden aan toeleveringsbedrijven. Er zouden zelfs vloeistofgekoelde modellen moeten komen. In 1998 was er sprake van een verhuizing naar de voormalige Philips fabriek in Monza en kocht Moto Guzzi het concept van de 650cc-Gilera Nordwest met de bedoeling een "Fun Bike" te gaan maken. Bovendien kwam men met Piaggio overeen een aantal 125- en 180cc-motorblokken voor scooters te gaan leveren. Toch sloot Moto Guzzi de jaren negentig af met een schuld van 132 miljard lire, ruim 20 miljoen Euro. Er ontstond een strijd tussen Ducati en Aprilia om Moto Guzzi over te nemen en zelfs KTM werd genoemd. In het voorjaar van 1999 was de voormalige directeur van Ducati/Cagiva, Mario Scandellari, directeur van Moto Guzzi geworden.

#### Modellenoverzicht jaren negentig
| V 35 / V 40         | V 35 Florida | NTX 350        | V 35 PA       | Trentacinque GT   | Nevada 350  | Nevada 350 Club | V 40 Capri       |                     |
| ------------------- | ------------ | -------------- | ------------- | ----------------- | ----------- | --------------- | ---------------- | ------------------- |
| Cilinderinhoud      | 349,2 cc     | 349,2 cc       | 346,2 cc      | 346,2 cc          | 346,2 cc    | 346,2 cc        | 387,1 cc         |                     |
| Periode             | 1986-1992    | 1987-1991      | 1987-1997     | 1988-1992         | 1992-1994   | 1998-1999       | 1988-1990        |                     |
| V 50 / V 65         | V 50 C       | NTX 650        | V 65 Florida  | Sessantacinque GT |             |                 |                  |                     |
| Cilinderinhoud      | 490,3 cc     | 643,4 cc       | 643,4 cc      | 643,4 cc          |             |                 |                  |                     |
| Periode             | 1982-1994    | 1986-1990      | 1986-1992     | 1987-1995         |             |                 |                  |                     |
| 750 / Nevada 750    | Targa        | SP             | Strada        | V7 Ippogrifo      | Nevada 750  | Nevada 750 NT   |                  |                     |
| Cilinderinhoud      | 743,9 cc     | 743,9 cc       | 743,9 cc      | 743,9 cc          | 743,9 cc    | 743,9 cc        |                  |                     |
| Periode             | 1989-1993    | 1990-1993      | 1994-1995     | 1997              | 1991-1993   | 1994-1999       |                  |                     |
| 1000 / V 10         | Mille GT     | 1000 SP III    | 1000 S        | 1000 SE           | 1000 Strada | V 10 Centauro   | V 10 Centauro GT | V 10 Centauro Sport |
| Cilinderinhoud      | 948,8 cc     | 948,8 cc       | 948,8 cc      | 948,8 cc          | 948,8 cc    | 992,4 cc        | 992,4 cc         | 992,4 cc            |
| Periode             | 1987-1993    | 1989-1993      | 1990-1993     | 1990-1993         | 1994-1995   | 1996-2000       | 1998-2001        | 1998-2001           |
| Le Mans             | CI           |                |               |                   |             |                 |                  |                     |
| Cilinderinhoud      | 948,8 cc     |                |               |                   |             |                 |                  |                     |
| Periode             | 1988-1993    |                |               |                   |             |                 |                  |                     |
| Daytona             | 1000         | 1000 FI        | 1000 RS       |                   |             |                 |                  |                     |
| Cilinderinhoud      | 992,4 cc     | 992,4 cc       | 992,4 cc      |                   |             |                 |                  |                     |
| Periode             | 1990         | 1992-1996      | 1996-1999     |                   |             |                 |                  |                     |
| Quota               | 1000         | 1100 ES        |               |                   |             |                 |                  |                     |
| Cilinderinhoud      | 948,8 cc     | 1063,6 cc      |               |                   |             |                 |                  |                     |
| Periode             | 1992-1995    | 1998-2002      |               |                   |             |                 |                  |                     |
| California II / III | III RL       | III CIRR       | III Iniezione | III Classic       |             |                 |                  |                     |
| Cilinderinhoud      | 948,8 cc     | 948,8 cc       | 948,8 cc      | 948,8 cc          |             |                 |                  |                     |
| Periode             | 1987-1994    | 1987-1994      | 1987-1994     | 1991-1994         |             |                 |                  |                     |
| California 1100     | 1100         | Iniezione      | EV            | EV Special        | V 11 Bassa  | EV Jackal       |                  |                     |
| Cilinderinhoud      | 1063,6 cc    | 1063,6 cc      | 1063,6 cc     | 1063,6 cc         | 1063,6 cc   | 1063,6 cc       |                  |                     |
| Periode             | 1994-1996    | 1994-1997      | 1997-2005     | 1998-2001         | 1999-2000   | 1999-2000       |                  |                     |
| Sport               | 1100         | 1100 Iniezione | V 11 Sport    |                   |             |                 |                  |                     |
| Cilinderinhoud      | 1063,6 cc    | 1063,6 cc      | 1063,6 cc     |                   |             |                 |                  |                     |
| Periode             | 1993-1996    | 1996-2000      | 1999-2004     |                   |             |                 |                  |                     |

### Jaren nul
- Algemeen

In 2000 was er inderdaad vorm gegeven aan de wens veel nieuwe modellen uit te brengen, maar er kwam geen nieuwe techniek. Vrijwel alle nieuwe motorfietsen waren gebaseerd op de California en de V 11 Sport. Ze hadden wel allemaal brandstofinjectie. De V 11-modellen kwamen net op tijd om de toen al mislukte V 10 Centauro te vervangen. Elke Moto Guzzi werd in tests een "karaktermotor" genoemd. Een koosnaampje voor motorfietsen waar van alles aan mankeerde maar het werd vergeven omdat het nu eenmaal een Moto Guzzi was. De afwerking van de machines was in het algemeen redelijk, maar ze mankeerden allemaal wel iets. Heel mooi ontworpen dashboards waren volgeplakt met mooie lampjes die nauwelijks afleesbaar waren, de veerinstellingen waren uitgebreid, maar de wartels om de vering af te stellen bijna onbereikbaar. De jiffy stond altijd te ver naar voren waardoor hij zittend op de motorfiets nauwelijks in- of uit te klappen was. Vanwege het tachtigjarige bestaan werd in 2001 de California 1100 EV 80 uitgebracht, die ontworpen was in samenwerking met de meubeldesigner Poltrona Frau. De gewoonte van Aprilia om van diverse modellen een luxere versie uit te brengen met duurderde onderdelen van Öhlins en Brembo werd ook op de Moto Guzzi motorfietsen toegepast, vooral op de sportieve modellen. Gaandeweg werd ook de afwerking verbeterd. In 2002 werd het Moto Guzzi Style Laboratory opgezet, waar onder leiding van Giuseppe Ghezzi (bekend van de Ghezzi & Brian modellen) nieuwe ontwerpen werden gemaakt. Vanaf 2003 werd de invloed van Aprilia zichtbaar, toen veel nieuwe en modern ontworpen modellen op de markt kwamen. De afwerking werd sterk verbeterd en men ontwikkelde een nieuwe modellenlijn met de Breva, de Griso en de MGS-01 Corsa. Injectie werd op alle modellen toegepast en dat leverde nog weleens kritiek op, omdat het moeilijk was tweecilinder motoren net zo mooi te laten starten, lopen en reageren als carburateurmachines. De strenger wordende Europese emissiestandaard maakte het echter bijna onmogelijk nog carburateurs te gebruiken. De 940 Bellagio representeerde een aanval op de Amerikaanse markt, met name op de Harley-Davidson Sportster. De Stelvio en de Norge moesten concurreren met modellen van BMW, respectievelijk de R 1200 GS en de R 1200 RT.
- Bedrijf

Rond het einde van de twintigste eeuw gingen er veel geruchten over een overname van Moto Guzzi door KTM en Ducati, maar in april 2000 werd het bedrijf overgenomen door Aprilia. Roberto Brovazzo werd aangesteld als directeur van Moto Guzzi, maar de hand van Aprilia-eigenaar Ivano Beggio was overal zichtbaar. Er werd een nieuwe productielijn gebouwd met een capaciteit van honderd motoren per dag, de technische staf werd met 30 man uitgebreid en zou er 5 miljard lire in het bedrijf geïnvesteerd worden. Aprilia had al 40 miljoen dollar betaald voor het merk, maar investeerde nog eens 120 miljoen dollar. Daarmee werd de fabriek heringericht, nieuwe apparatuur aangeschaft, twee productielijnen opgezet én het Moto Guzzi Museum gemoderniseerd. In 2003 draaide Moto Guzzi voor het eerst in jaren geen verlies meer, maar ook nog geen winst. In het voorjaar van 2004 werd bekend dat Aprilia in grote problemen verkeerde. De productie van zowel Aprilia- als Moto Guzzi motorfietsen kwam deels stil te liggen. De oorzaak lag in de instortende scooter- en bromfietsmarkt in Italië door de invoering van de helmplicht, maar ook door de investeringen in Moto Guzzi en tegenvallende verkopen van een aantal Aprilia-modellen. Hoewel al snel investeerders gevonden werden, bleef de toekomst van Moto Guzzi onzeker. De gebouwen werden verkocht en teruggeleaset, maar de bedoeling was dat de fabriek uiteindelijk gesloopt zou worden. In december 2004 nam Piaggio Aprilia en daarmee ook Moto Guzzi over. Dat leverde een stabiele situatie op, waardoor de motorfietsen die voornamelijk gebaseerd waren op de Moto Guzzi Griso in 2012 nog steeds geproduceerd werden. In 2012 was de belangrijkste motor de 1200cc-achtklepper.

#### Modellenoverzicht jaren nul
| Nevada 750                | Club                 | Classic i.e.             | Touring                   |                 |                    |                         |                    |           |
| ------------------------- | -------------------- | ------------------------ | ------------------------- | --------------- | ------------------ | ----------------------- | ------------------ | --------- |
| Cilinderinhoud            | 743,9 cc             | 743,9 cc                 | 743,9 cc                  |                 |                    |                         |                    |           |
| Periode                   | 2000-2003            | 2004-2009                | 2007-?                    |                 |                    |                         |                    |           |
| V 10                      | Centauro             | Centauro GT              | Centauro Sport            |                 |                    |                         |                    |           |
| Cilinderinhoud            | 992,4 cc             | 992,4 cc                 | 992,4 cc                  |                 |                    |                         |                    |           |
| Periode                   | 1996-2000            | 1998-2001                | 1998-2001                 |                 |                    |                         |                    |           |
| Quota / Stelvio           | Quota1100 ES         | Stelvio 1200 4V          | Stelvio 1200 NTX          |                 |                    |                         |                    |           |
| Cilinderinhoud            | 1063,6 cc            | 1151,1 cc                | 1151,1 cc                 |                 |                    |                         |                    |           |
| Periode                   | 1998-2002            | 2008-                    | 2009-                     |                 |                    |                         |                    |           |
| California 1100           | EV                   | EV Special               | V 11 Bassa                | EV Jackal       | EV 80              | Special Sport           | Stone Chrome       | Stone     |
| Cilinderinhoud            | 1063,6 cc            | 1063,6 cc                | 1063,6 cc                 | 1063,6 cc       | 1063,6 cc          | 1063,6 cc               | 1063,6 cc          | 1063,6 cc |
| Periode                   | 1997-2005            | 1998-2001                | 1999-2000                 | 1999-2000       | 2001               | 2001-2002               | 2001-2003          | 2001-2005 |
| California 1100 (vervolg) | Stone Metal          | EV Touring               | Stone Touring             | Aluminium       | Stone Metal Black  | Titanium                | Vintage            | Classic   |
| Cilinderinhoud            | 1063,6 cc            | 1063,6 cc                | 1063,6 cc                 | 1063,6 cc       | 1063,6 cc          | 1063,6 cc               | 1063,6 cc          | 1063,6 cc |
| Periode                   | 2001-2007            | 2002                     | 2002                      | 2002-2003       | 2003               | 2003-2005               | 2006-2007          | 2009      |
| Sport / V 11 Sport        | Sport 1100 Iniezione | V 11 Sport               | V 11 Sport Rosso Mandello | V 11 Le Mans    | V 11 Le Mans Tenni | V 11 Sport Naked        | V 11 Sport Scura   |           |
| Cilinderinhoud            | 1063,6 cc            | 1063,6 cc                | 1063,6 cc                 | 1063,6 cc       | 1063,6 cc          | 1063,6 cc               | 1063,6 cc          |           |
| Periode                   | 1996-2000            | 1999-2004                | 2001-2002                 | 2001-2004       | 2002-2003          | 2002-2003               | 2002-2003          |           |
| V 11 Sport (vervolg)      | V 11 Playboy EE      | V 11 Le Mans Rosso Corsa | V 11 Ballabio             | V 11 Café Sport | V 11 Coppa Italia  | V 11 Le Mans Nero Corsa | V 11 Sport Scura R |           |
| Cilinderinhoud            | 1063,6 cc            | 1063,6 cc                | 1063,6 cc                 | 1063,6 cc       | 1063,6 cc          | 1063,6 cc               | 1063,6 cc          |           |
| Periode                   | 2003                 | 2003-2005                | 2004-2005                 | 2004-2005       | 2004-2005          | 2004-2005               | 2005-2007          |           |
| MGS-01                    | Corsa                |                          |                           |                 |                    |                         |                    |           |
| Cilinderinhoud            | 1225,2 cc            |                          |                           |                 |                    |                         |                    |           |
| Periode                   | 2003-2005            |                          |                           |                 |                    |                         |                    |           |
| Breva                     | V 750 i.e            | V 1100                   | V 750 Touring             | 850             | V 1200             | 1200 Sport 4V           | V 1100 ST          |           |
| Cilinderinhoud            | 743,9 cc             | 1063,6 cc                | 743,9 cc                  | 877,5 cc        | 1151,1 cc          | 1151,1 cc               | 1063,6 cc          |           |
| Periode                   | 2003-2009            | 2005-2010                | 2006-2009                 | 2006-2009       | 2007-2009          | 2008-2009               | 2008-2009          |           |
| Griso                     | 1100                 | 850                      | 1200 8V                   |                 |                    |                         |                    |           |
| Cilinderinhoud            | 1063,6 cc            | 877,5 cc                 | 1151,1 cc                 |                 |                    |                         |                    |           |
| Periode                   | 2005-2009            | 2006-2009                | 2008-                     |                 |                    |                         |                    |           |
| Bellagio                  | 940                  |                          |                           |                 |                    |                         |                    |           |
| Cilinderinhoud            | 935,6 cc             |                          |                           |                 |                    |                         |                    |           |
| Periode                   | 2007-                |                          |                           |                 |                    |                         |                    |           |
| 1200 Sport                | 1200 Sport           | 1200 Sport 8V            |                           |                 |                    |                         |                    |           |
| Cilinderinhoud            | 2007-2008            | 2009-                    |                           |                 |                    |                         |                    |           |
| Periode                   | 1151,1 cc            | 1151,1 cc                |                           |                 |                    |                         |                    |           |
| Norge                     | 1200 GT              | 1200 GTL                 | 850                       |                 |                    |                         |                    |           |
| Cilinderinhoud            | 2007-2009            | 2007-2009                | 2009                      |                 |                    |                         |                    |           |
| Periode                   | 1151,1 cc            | 1151,1 cc                | 877,5 cc                  |                 |                    |                         |                    |           |
| V7                        | Classic              | Café                     |                           |                 |                    |                         |                    |           |
| Cilinderinhoud            | 743,9 cc             | 743,9 cc                 |                           |                 |                    |                         |                    |           |
| Periode                   | 2008-                | 2009-                    |                           |                 |                    |                         |                    |           |

### Jaren tien
- Algemeen

In 2009 presenteerde Moto Guzzi een drietal studiemodellen: de V 12 Strada, de V 12 X en de V 12 LM, maar tot productie kwam het (nog) niet. De zwaardere modellen kregen de 1200cc-motor met acht kleppen en in 2011 werd het 90-jarige bestaan gevierd met de California 90 Anniversario, de Nevada 750 Anniversario en de Griso 1200 8V SE. De Breva-serie verdween na 2010. In 2012 werd de Moto Guzzi V7 Classic-serie herzien en voorzien van één centraal gasklephuis en iets grotere kleppen.

#### Modellenoverzicht jaren tien
| Nevada 750      | Aquila Nera      | Anniversario    | Classic   |          |            |
| --------------- | ---------------- | --------------- | --------- | -------- | ---------- |
| Cilinderinhoud  | 743,9 cc         | 743,9 cc        | 743,9 cc  |          |            |
| Periode         | 2010-2011        | 2011-           | 2012-     |          |            |
| Stelvio 1200    | 4V               | NTX             |           |          |            |
| Cilinderinhoud  | 1151,1 cc        | 1151,1 cc       |           |          |            |
| Periode         | 2008-            | 2009-           |           |          |            |
| California      | 1100 Aquila Nera | 90 Anniversario |           |          |            |
| Cilinderinhoud  | 1063,6 cc        | 1063,6 cc       |           |          |            |
| Periode         | 2010-2011        | 2011-           |           |          |            |
| Breva           | V 1100           |                 |           |          |            |
| Cilinderinhoud  | 1063,6 cc        |                 |           |          |            |
| Periode         | 2005-2010        |                 |           |          |            |
| Griso           | 1200 8V          |                 |           |          |            |
| Cilinderinhoud  | 1151,1 cc        |                 |           |          |            |
| Periode         | 2008-            |                 |           |          |            |
| Bellagio        | 940              | 940 Aquila Nera |           |          |            |
| Cilinderinhoud  | 935,6 cc         | 935,6 cc        |           |          |            |
| Periode         | 2007-            | 2010-           |           |          |            |
| 1200 Sport      | 8V               |                 |           |          |            |
| Cilinderinhoud  | 1151,1 cc        |                 |           |          |            |
| Periode         | 2009-            |                 |           |          |            |
| Norge 1200      | GT 8V            |                 |           |          |            |
| Cilinderinhoud  | 2010-            |                 |           |          |            |
| Periode         | 1151,1 cc        |                 |           |          |            |
| V7              | Classic          | Café            | Racer     | V7 Stone | V7 Special |
| Cilinderinhoud  | 743,9 cc         | 743,9 cc        | 743,9 cc  | 743,9 cc | 743,9 cc   |
| Periode         | 2008-2012        | 2009-2012       | 2012-     | 2012-    | 2012-      |
| V 12 prototypen | LM               | Strada          | X         |          |            |
| Cilinderinhoud  | 1151,1 cc        | 1151,1 cc       | 1151,1 cc |          |            |
| Periode         | 2009             | 2009            | 2009      |          |            |